# Revolución de Febrero
La Revolución de Febrero de 1917 en el Imperio ruso marcó la primera etapa de la Revolución rusa de 1917. Causó la abdicación del zar Nicolás II, puso fin a la monarquía rusa y llevó a la formación de un Gobierno provisional. Esta revolución nació como reacción a la política realizada por el zar, su negación a otorgar reformas políticas liberalizadoras y a la participación de Rusia en la Primera Guerra Mundial, que había infligido grandes penurias a la población. El régimen naciente resultó de una alianza entre liberales y socialistas que debía dar paso a un ejecutivo elegido democráticamente y una Asamblea Constituyente.
A las crecientes pero estériles conspiraciones contra el gobierno autocrático de finales de 1916 se unieron las penurias de la población, cada vez mayores, que produjeron protestas a comienzos de 1917. A principios de año, al descontento político por la falta de reformas se sumaron las privaciones de la población, muy perjudicada por la gran inflación y el desabastecimiento de alimentos y productos básicos. A comienzos de 1917, la incompetencia gubernamental, el descrédito y oposición a cualquier cambio político del monarca, las divisiones entre los políticos, el desapego de la sociedad educada con la autocracia, la crisis económica, la reaparición de anteriores tensiones sociales y económicas, el hartazgo de la guerra y el resurgimiento de los partidos revolucionarios favorecían un cambio.
La revolución se limita habitualmente a cinco días de comienzos de marzo aunque los acontecimientos políticos desencadenados por las protestas duraron alrededor de una semana. Tradicionalmente se consideran dos factores como causantes de la revolución: las manifestaciones populares espontáneas por las malas condiciones de vida y las actividades de la oposición liberal y los mandos militares contra el gobierno imperial.
Las protestas comenzaron el Día Internacional de la Mujer a causa de las privaciones y pronto se extendieron entre los obreros de la capital. La pasividad de parte de las fuerzas de seguridad de la urbe, especialmente de los destacamentos de cosacos y de los regimientos de la guarnición de la ciudad, facilitaron su expansión. Los días siguientes las manifestaciones crecieron y siguieron un mismo patrón: confraternización creciente entre los manifestantes y las tropas, enfrentamientos con la policía y calma nocturna. La noche del sábado, sin embargo, la situación cambió con la orden del zar de acabar con las protestas por la fuerza, que obligó a las tropas de la guarnición a tomar partido y la decisión del Gobierno de disolver la Duma hasta abril. El domingo el número de víctimas creció notablemente y el ánimo de la guarnición, obligada a aplastar los desórdenes con las armas, se volvió revoltoso; rápidamente el Gobierno perdió el control de la mayoría de las unidades militares de la ciudad y quedó impotente para acabar con la revuelta. Por su parte, la Duma, reacia hasta entonces a enfrentarse abiertamente con el Gobierno —prefiriendo un acuerdo de reformas con el soberano—, decidió apoyar las protestas para tratar de controlarlas.
El zar reaccionó negándose a otorgar reformas políticas y ordenando la marcha de tropas contra la capital, pero la renuencia de los altos mandos militares a enfrascarse en grandes operaciones militares en la retaguardia, su convencimiento de la necesidad de realizar concesiones y llegar a un acuerdo con la Duma, el control de las comunicaciones por los rebeldes y la falta de confianza en las tropas frustraron este intento de sofocar la revolución en la capital.
El martes las últimas tropas leales al Gobierno se acuartelaban al no llegar los refuerzos esperados del frente, el Gobierno se había dispersado para tratar de evitar su captura la noche anterior y algunas importantes ciudades se habían unido al alzamiento. El jueves el zar, privado del apoyo de sus generales, abdicaba en su hermano el gran duque Miguel que, sin embargo, no aceptó el trono, lo que facilitó la formación de un nuevo Gobierno provisional acordado por los recién formados Comité Provisional de la Duma y Comité ejecutivo del Sóviet de Petrogrado. Las principales consecuencias de la revolución fueron el hundimiento del régimen autocrático zarista y la formación de un poder de gobierno dual, compartido de manera inestable entre el Gobierno provisional y el Sóviet de Petrogrado. Esta inestabilidad en el poder condujo finalmente a la Revolución de Octubre, que depuso al Gobierno provisional, y a la disolución por los bolcheviques de la Asamblea Constituyente Rusa lo que precipitó la posterior guerra civil rusa.

## Antecedentes

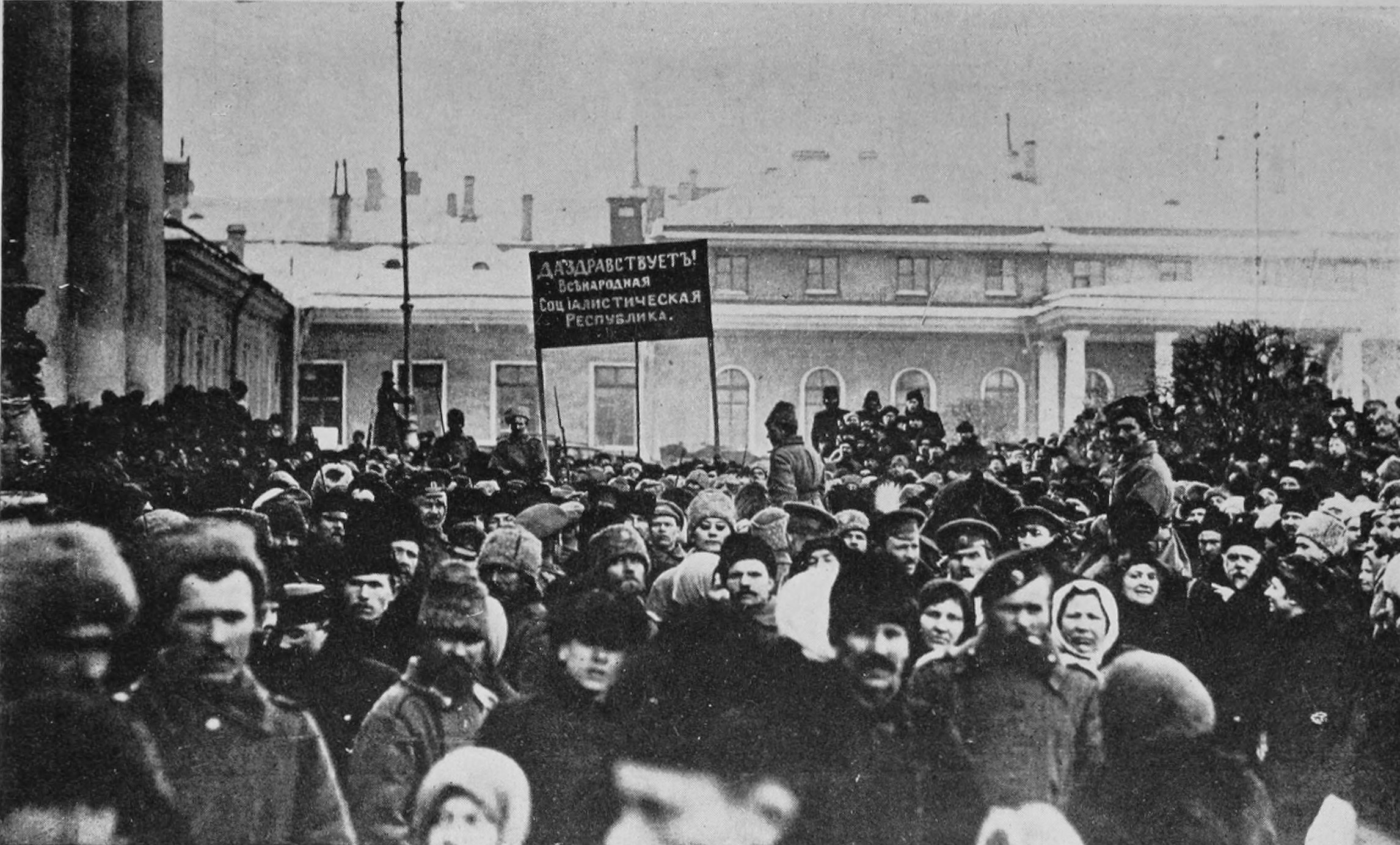
Manifestación a favor de la república en Petrogrado durante la Revolución de Febrero.

En 1916 se multiplicaron las confabulaciones de políticos y militares para eliminar del poder a Rasputín, a la zarina Alejandra o al propio soberano; la más destacada se pergeñó en el otoño de 1916 y en ella participaron dirigentes octubristas, progresistas y kadetes. Los participantes deseaban dar un golpe de Estado que evitase una posible revolución popular, pero finalmente no se llevó a cabo intento alguno de realizarlo por los continuos retrasos, que hicieron que antes estallase la revolución temida por los políticos burgueses. A comienzos de febrero, ya parecía que la oportunidad de un golpe de mano de los políticos había pasado. Incluso la familia real, especialmente el gran duque Nicolás Nikoláyevich, trató infructuosamente de convencer al zar de la necesidad de realizar concesiones políticas; en una tormentosa entrevista el 5 de noviembrejul./ 18 de noviembre de 1916greg. el gran duque había indicado al soberano que perdería el trono si no cedía a las peticiones de liberalización política.
El año de 1917 comenzó con un intenso frío y una gran inflación en Rusia. Se sucedían las huelgas y las manifestaciones por la escasez de alimentos en las principales ciudades, debidas a la mediocre distribución. Su carácter era, además, cada vez más amenazador para el régimen: crecía el número de protestas políticas y no únicamente económicas. La inflación era tal a comienzos de año, especialmente la de los alimentos y la de la leña, que la mayoría de obreros de la capital hacía tiempo que no se podía permitir comprar huevos, leche, carne, azúcar o fruta y tenía que elegir entre pasar frío y evitar la indigencia o tratar de calentarse a costa de pasar hambre; un número creciente de habitantes de las ciudades se tenía que conformar con shchi aguada con migajas de pan e incluso los obreros metalúrgicos, cruciales para las fábricas de armamento, habían comenzado a sentir los efectos de la inflación desatada. La ojrana avisaba de que, si se desencadenaba una revolución, estallaría como resultado de la creciente hambruna. De acuerdo a un informe policial de comienzos de año:

Según el portavoz del grupo obrero de las industrias de guerra, el proletariado de la capital está al borde de la desesperación; se cree que la más mínima explosión, debida al más nimio pretexto, conducirá a motines incontrolables, con decenas de miles de víctimas. En efecto, las condiciones de semejante explosión están maduras; la situación económica de las masas está próxima a la miseria, pese a una importante subida de los salarios... Aun cuando se calcula que los salarios han aumentado un 100 %, el coste de la vida ha subido un 300 %. La imposibilidad de obtener productos, la pérdida de tiempo que significan las horas de cola ante las tiendas, la creciente mortalidad causada por las malas condiciones de la vivienda, por el frío y por la humedad resultante de la falta de carbón...; todas estas condiciones han creado una situación tal que la masa de los obreros industriales está dispuesta a dejarse llevar por los excesos más salvajes de una revuelta del hambre.

A estas privaciones se unía la represión impuesta por el Gobierno, que prohibía el cambio de empleo o de fábrica, las reuniones o los sindicatos, lo que aumentaba la hostilidad de los trabajadores hacia el Gobierno y la oposición a continuar los combates. La guerra había acentuado graves problemas sociales y económicos presentes anteriormente en la sociedad rusa, había causado el envío de quince millones de hombres a servir en el Ejército y privado a la población civil de gran parte de los servicios de transporte y de numerosos productos manufacturados; a finales de 1916 los ferrocarriles eran incapaces de abastecer a la población de productos básicos y el Gobierno se había visto forzado a implantar el racionamiento de los alimentos. La contienda había empeorado además las ya duras condiciones de vida en la capital con la llegada de miles de refugiados, de nuevos trabajadores para las fábricas empleadas en la producción bélica y por la necesidad de muchas mujeres de atender a sus familias tras largas jornadas en las fábricas. La penuria fomentaba la tensión y la desesperación entre la población, apreciadas por la policía secreta en sus informes de comienzos de año.
En la capital, Petrogrado, el mando del distrito militar trataba de preparar a la guarnición (ciento cincuenta mil hombres) y a las desorganizadas fuerzas policiales —seis mil agentes— para enfrentarse a posibles disturbios. En los puntos estratégicos de la ciudad se colocaron ametralladoras para poder aplastar cualquier rebelión. Los principales dirigentes de los partidos revolucionarios, sin embargo, no se hallaban en disposición de encabezar un posible alzamiento contra el Gobierno pues se encontraban bien encarcelados o en el exilio. Los partidos parlamentarios más críticos con la autocracia no deseaban fomentar una revuelta contra esta.

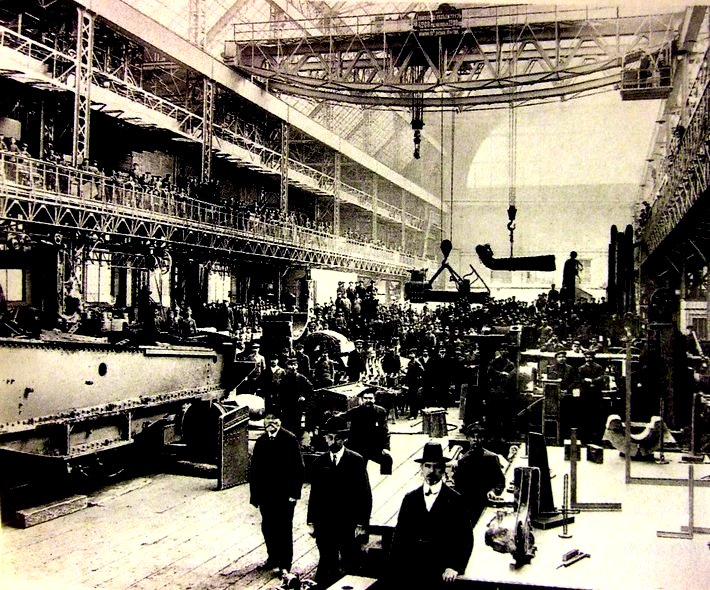
Fábrica Putílov a comienzos del siglo xx. El cierre de la factoría por la dirección acentuó el descontento de los trabajadores de la capital y favoreció la extensión de las protestas que comenzaron al día siguiente,.

El descontento, sin embargo, era profundo y amplio por las penurias de la guerra, que le había costado al país millones de bajas y desplazados. Los antiguos oficiales y soldados favorables al zar habían sufrido numerosas bajas y habían sido sustituidos a menudo por nuevos oficiales y reclutas de escasa instrucción militar, más distanciados de la postura gubernamental y cercanos al descontento del pueblo. La guarnición capitalina, en especial, había sufrido una gran transformación, habiéndose enviado a los antiguos y fieles regimientos al frente, que habían sido sustituidos por nuevas tropas de lealtad dudosa al Gobierno.
El 9 de enerojul./ 22 de enero de 1917greg., en una impresionante muestra de fuerza, ciento cincuenta mil trabajadores de la capital —alrededor del 40 % del total de los de la capital— fueron a la huelga en el aniversario del «Domingo Sangriento» (186 000 en todo el país). Algunas de las fábricas que cerraron ese día lo hacían por primera vez desde la revolución rusa de 1905, y se pudo observar a soldados saludando a los manifestantes y sus banderas rojas. El 24 de enerojul./ 6 de febrero de 1917greg., los representantes obreros de los comités de industrias de guerra, en un intento de detener su desprestigio entre las masas que favorecía a bolcheviques y socialrevolucionarios internacionalistas, llamaron a los trabajadores a marchar a la Duma Imperial de Rusia, que estaba a punto de celebrar su primera sesión anual, y exigir que tomase el poder. Dos días más tarde, eran arrestados y encerrados en la prisión capitalina de Krestý, acusados de planear la implantación de una república democrática. El 9 de febrerojul./ 22 de febrero de 1917greg., el nuevo gobernador militar de la capital —declarada región militar separada—, el general Serguéi Jabálov, advertía contra la manifestación alrededor de la Duma. Sus intentos de reforzar las fuerzas de seguridad de la capital solo tuvieron un éxito parcial, tanto por la falta de cuarteles donde alojar a los refuerzos traídos a la ciudad como por la falta de lealtad de estas hacia el Gobierno.
El 14 de febrerojul./ 27 de febrerogreg. la Duma se reunía por primera vez en el año y trabajadores de sesenta fábricas de la capital —unos ochenta y cuatro mil obreros— se unían en una huelga política, mientras estudiantes, a pesar de las amenazas de la policía, marchaban por la Nevski Prospekt cantando canciones revolucionarias. La manifestación, sin embargo, fue un fracaso, como lo había sido la convocada cuatro días antes separadamente por los bolcheviques, que no respaldaron el llamamiento de los representantes de los comités de industrias bélicas. A pesar de ello, el Gobierno había rodeado la Duma de policía y soldados y el ambiente en las Cortes era de tensión extrema. En su intervención de ese día, Kérenski criticó con gran dureza tanto al Gobierno como al Bloque Progresista, síntoma de las malas relaciones entre liberales y socialistas en el Parlamento; Kérenski acusó a la Duma de no estar dispuesta a oponerse activamente al Gobierno. Como era su costumbre desde hacía tiempo, los representantes del gabinete no se hallaban presentes en la Duma, gesto que manifestaba su desprecio a los diputados.
El 15 de febrerojul./ 28 de febrerogreg., con las reservas de harina de la capital tan bajas que solamente podían servir para abastecer a la capital durante unos diez días, el comandante de la región militar impuso cartillas de racionamiento, tras acordar la medida con el ayuntamiento. La noticia llevó al acaparamiento y al desabastecimiento de numerosas tiendas. Pronto los cierres y las horas de espera a -20 °C dieron lugar a incidentes violentos.
Días más tarde, el 17 de febrerojul./ 2 de marzogreg., estalló una huelga en la gigantesca fábrica Putílov y el 22 de febrerojul./ 7 de marzogreg. la dirección cerró la fábrica. Se realizaron miles de despidos en la factoría. El cierre condenaba a los trabajadores al hambre, dada la escasez creciente de alimentos en la capital y la falta de dinero con el que comprarlos al no poder trabajar. Los trabajadores eligieron un comité para recabar el respaldo de otras fábricas y acudieron a Kérenski para avisarle de que la huelga que iban a comenzar tendría carácter político y no meramente económico.

## Desarrollo

### Estallido de las revueltas (23 de febrero/8 de marzo)

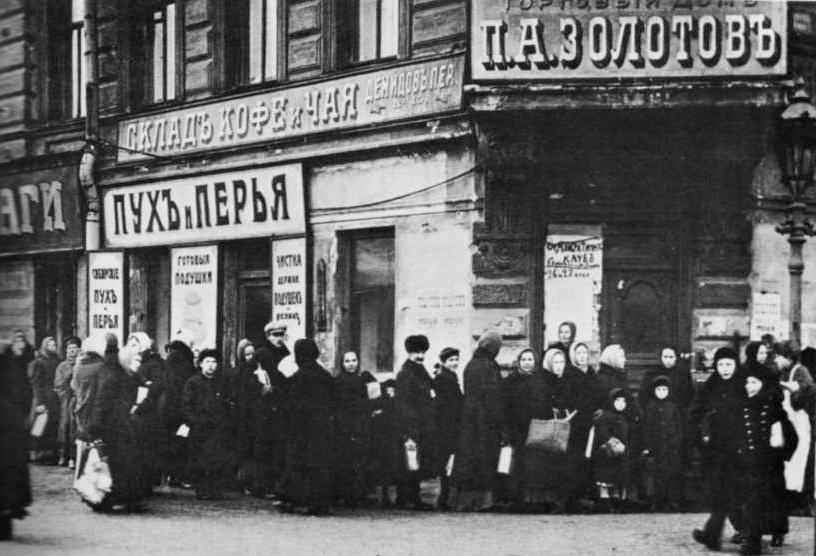
Cola del pan a comienzos de 1917 en Petrogrado. El creciente desabastecimiento desencadenó las protestas que desembocaron en la revolución.

En la primera mitad de febrero de 1917, la agudización del desabastecimiento provocó revueltas en la capital rusa, Petrogrado. El 23 de febrerojul./ 8 de marzo de 1917greg., Día Internacional de la Mujer y tradicional fecha de protestas socialistas, la mayor fábrica de Petrogrado, la factoría Putílov —que empleaba a treinta mil obreros—, se hallaba cerrada y sus miles de trabajadores quedaron en situación desesperada. Se celebraron una serie de mítines y manifestaciones con motivo del Día Internacional de la Mujer que progresivamente alcanzaron un fuerte tono político y económico. Incidentes entre amas de casa en las largas colas por conseguir pan se convirtieron en manifestaciones espontáneas contra la monarquía y a favor del final de la guerra. Comenzó así el levantamiento popular que acabó con la monarquía, sin preparación ni coordinación de los partidos revolucionarios.
Mientras, en la Duma, Kérenski advertía a sus colegas diputados de la necesidad de actuar y de transferir el abastecimiento de la capital a manos de comités electos —un primer paso hacia la democracia— e indicaba la seriedad de la situación:

Lo que ha inundado Petersburgo en forma de ola de mujeres hambrientas en las calles es ya el hundimiento. Esta es una situación que ya es casi imposible de organizar o gestionar. Para esta masa, para esta fuerza elemental para la que el hambre se está convirtiendo en su único zar, cuya razón está eclipsada por el deseo de masticar un mendrugo de pan negro, para la que en vez de reflexión existe únicamente un odio acerbo a todo lo que le impide saciarse, con esta masa, esta fuerza elemental, ya es imposible hablar, ya no se someterá a la persuasión y a las meras palabras.

A pesar del velado llamamiento de Kérenski para asesinar al zar y de la esperanza de la zarina de que se colgase a «Kedrinsky», el Gobierno, cada vez más paralizado, no ordenó su arresto.

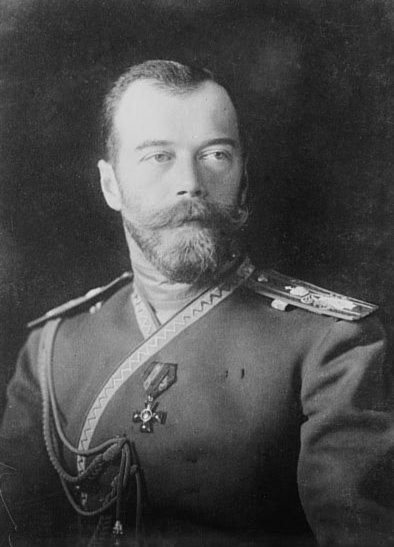
Nicolás II de Rusia, hubo de abdicar a los pocos días de estallar las protestas, incapaz de aplastar las revueltas contra su gobierno autocrático.

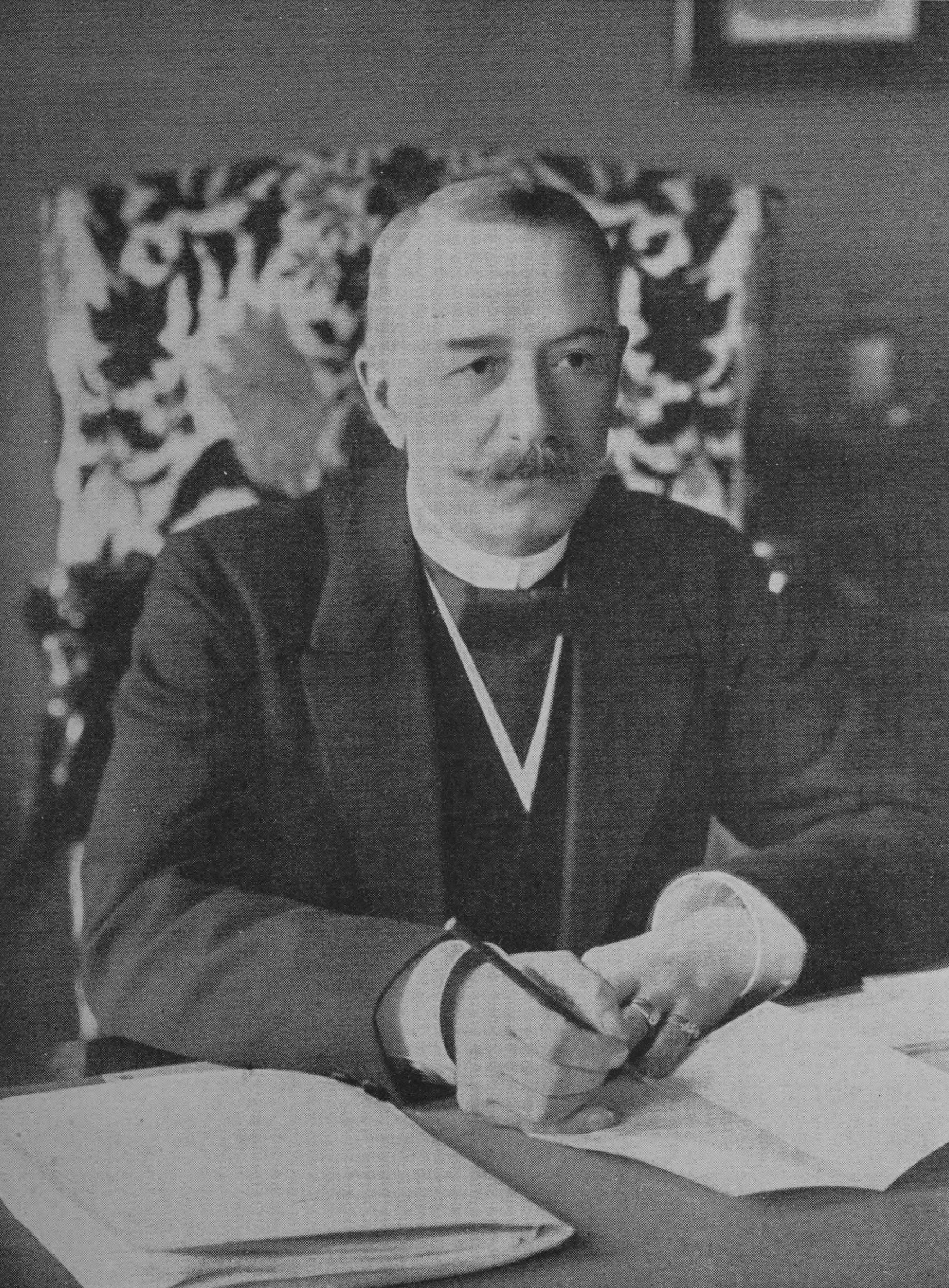
El ministro de Interior, el desprestigiado Aleksandr Protopópov.

La situación de las mujeres, a menudo solas a cargo de las familias mientras sus maridos habían sido enviados al frente, con largas jornadas de trabajo en las fábricas capitalinas, sueldos exiguos, cada vez menor poder adquisitivo y víctimas de la creciente hambruna, desencadenó la revuelta. Las primeras en rebelarse fueron las hilanderas de las fábricas textiles del distrito de Výborg al norte de Petrogrado; siete mil de ellas marcharon a otras fábricas y hacia las diez de la mañana habían logrado movilizar a otros veinte mil obreros. Los trabajadores despedidos de la Putílov se unieron a los manifestantes. Al mediodía, ya eran alrededor de cincuenta mil manifestantes y a primeras horas de la tarde comenzaron a unírseles obreros metalúrgicos y de las fábricas de municiones; la huelga se extendió al cercano distrito capitalino de Petrogrado. Previendo incidentes, las autoridades habían ordenado el cierre de tiendas y oficinas, lo que hizo que algunos de los empleados se uniesen a las manifestaciones. Se calcula que ese día cerca de noventa mil trabajadores de la ciudad participaron en las protestas, que no dejaron de crecer los días siguientes. La policía logró, sin embargo, mantener a la mayoría de los manifestantes alejados del centro de la capital a pesar de los intentos de estos de marchar hacia el céntrico paseo de Nevski Prospekt.
Entonces las exigencias económicas comenzaron a dar paso a las políticas y empezaron a aparecer pancartas que reclamaban el final de la guerra o el derrocamiento del zar. Al atardecer, cuando la policía ya contaba con entre ochenta y noventa mil trabajadores en las calles de la ciudad, comenzaron a producirse violentos saqueos en las tiendas de comestibles. Alrededor de las siete de la tarde, sin embargo, la mayoría de la ciudad se hallaba ya en calma, la policía parecía controlar la situación y los numerosos enfrentamientos entre esta y los manifestantes apenas habían causado víctimas o arrestos. Las tropas, sin embargo, comenzaron a mostrar su simpatía por los manifestantes, especialmente por las mujeres, que les intimaban a no disparar a los que simplemente pedían comida.
A pesar de que los trabajadores habían ignorado los llamamientos de los dirigentes socialistas a no manifestarse, estos no creían que las protestas continuarían ni que conducirían a cambio significativo alguno. La revuelta parecía una más de las tantas sucedidas hasta entonces.
Esa noche, extremadamente fría, el nuevo gobernador militar de la ciudad, el inexperto general Serguéi Jabálov, ordenó el reparto de nagaykas, látigos de origen nogayo, y convocó una reunión urgente de responsables de la policía y del Ejército en la capital. Se decidió enviar tropas a puntos estratégicos de la ciudad y aumentar la entrega de harina a las grandes panaderías de la ciudad; no se esperaban más que algunas protestas aisladas para el día siguiente. El Gobierno decidió no informar de las protestas del día al zar, que acababa de regresar a la sede del alto mando ruso en Moguiliov y se limitó a colocar carteles por la ciudad asegurando —falsamente— que esta contaba con grandes reservas de harina.

### Extensión de las protestas e intentos de aplastamiento (24 de febrero/9 de marzo)

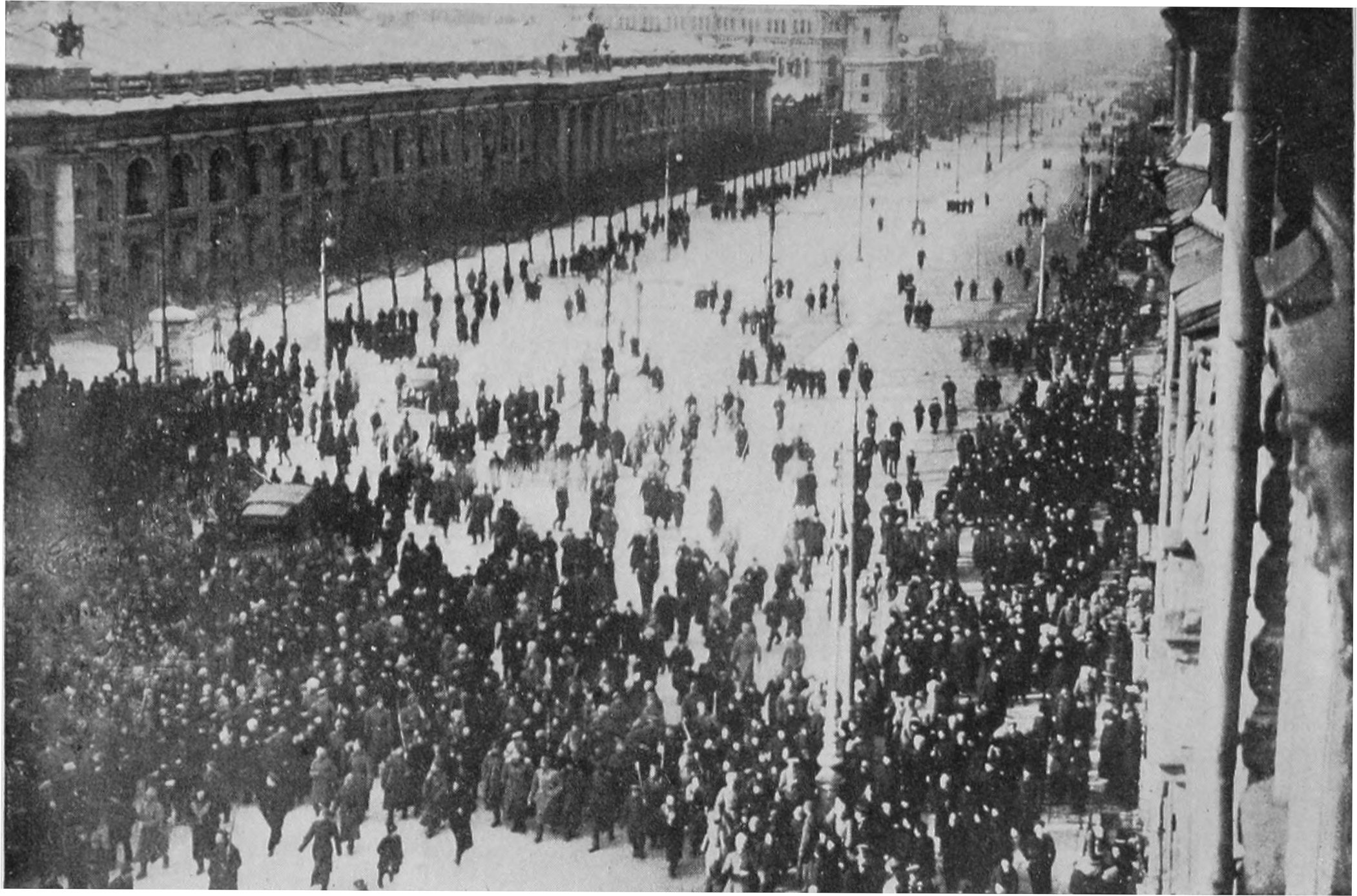
Manifestantes recorriendo Nevski Prospekt.

En las primeras horas del viernes 24 de febrerojul./ 9 de marzo de 1917greg., las previsiones del Gobierno parecieron confirmarse: el centro de la ciudad se despertó en calma entre la neblina. El ministro de Interior, Protopópov, se convenció de que los desórdenes habían terminado. Toda la noche, sin embargo, agitadores sin el respaldo de los dirigentes socialistas habían estado animando a los obreros a continuar las protestas. Alrededor de las nueve de la mañana, una muchedumbre de obreros de la fábrica Stetinin a los que se habían unido cerca de cuarenta mil obreros más del distrito de Výborg, de la isla Vasílevski y del de Petrogradski se acercaban al puente Aleksándrovski que debía permitirles cruzar el Nevá y avanzar hacia el centro de la ciudad por el Liteini Prospekt; el acceso al puente estaba bloqueado por quinientos soldados, cosacos y policías a caballo. Tras un momento de duda, unas trabajadoras se acercaron al retén y trataron de convencerlo de que sencillamente pedían pan y el fin de la guerra. Algunos de los cosacos sonrieron a los trabajadores y pareció que no cargarían contra la multitud. De entre esta, se lanzaron vivas a los cosacos. Los habitantes de los grandes suburbios, cruzando las aguas heladas del Nevá para evitar los puentes vigilados, invadieron el centro de la ciudad en manifestaciones. Los más atrevidos sortearon la barrera de cosacos pasando bajo sus caballos, sin que los jinetes tratasen de impedirlo.

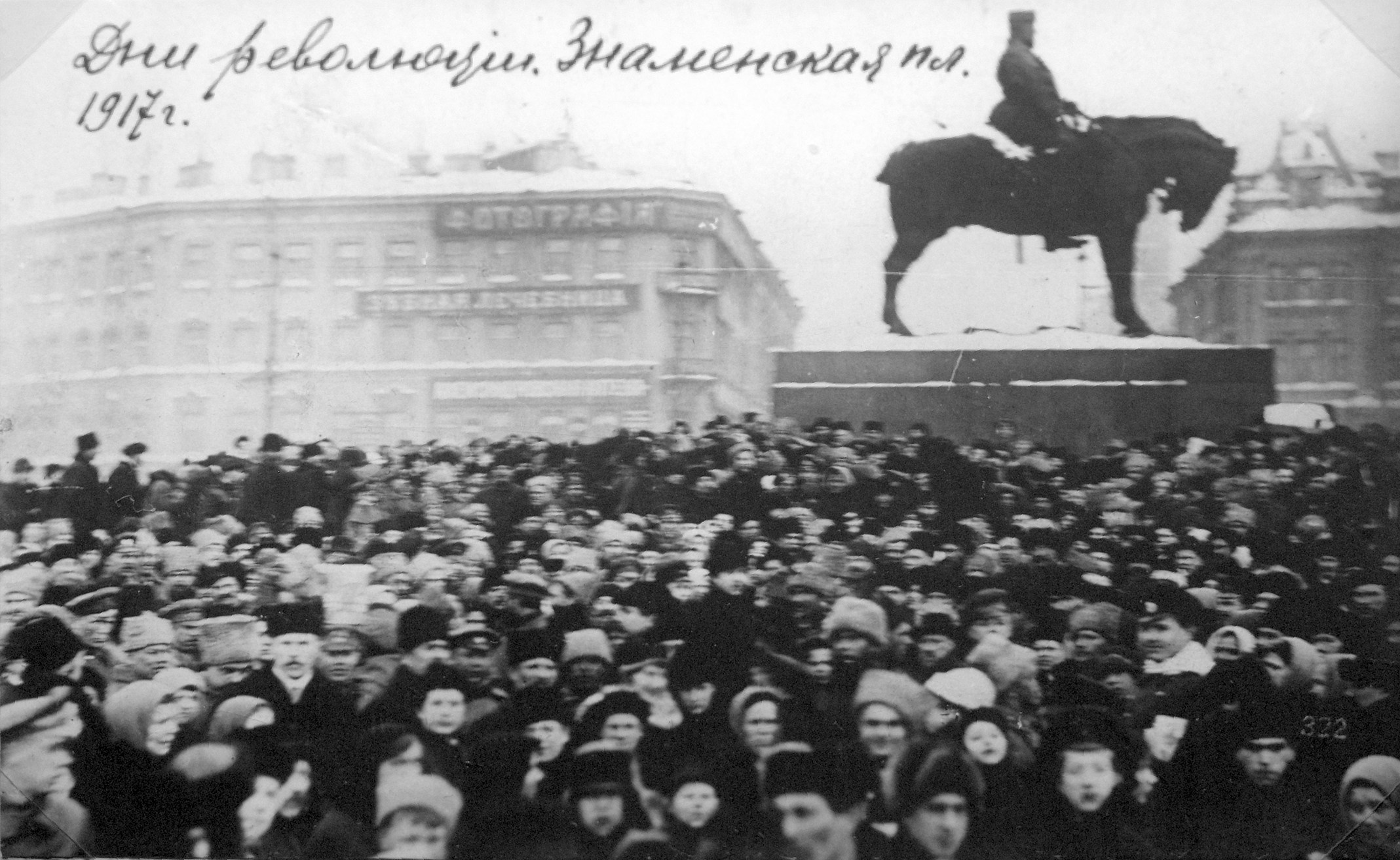
Multitud en la plaza Známenskaia.

Los manifestantes no contaron, por el contrario, con la simpatía de la policía montada, que hubiese podido acabar con la marcha desde el norte si no hubiese tenido que enfrentarse a la vez a otras protestas que surgieron por toda la ciudad. En el distrito de Výborg 74 842 trabajadores abandonaron sus puestos de trabajo, en el de Petrogrado, 22 248, en la isla Vasílevski, 23 248, en el de Moscú, 19 506; incluso en los barrios centrales de la ciudad, donde se concentraban la aristocracia, las clases medias y la mayoría de los ministerios, se contaron 16 421 huelguistas. En el distrito de Narva, donde las tropas habían ocupado la mayoría de las grandes fábricas, alrededor de nueve mil trabajadores se unieron a las protestas. Al anochecer, se calcula que unos ciento sesenta mil trabajadores se habían unido a la huelga en la capital. Más de doscientas mil personas, incluyendo estudiantes, amas de casa, tenderos, entre otros habitantes de la ciudad, se habían unido a las protestas. Eran las mayores vistas en el centro de la ciudad desde la revolución de 1905. La muchedumbre recorrió Nevski Prospekt, se concentró en los alrededores de la catedral de Kazán o se reunió para oír discursos revolucionarios en la plaza Známenskaia (hoy Plaza Vosstániya), al final de Nevski Prospekt, alrededor de la gran estatua de Alejandro III; los cosacos enviados contra la multitud respondieron a los saludos de la multitud y no intervinieron.
Las autoridades temían la unión de manifestantes y cosacos y dudaron; Jabálov trataba de evitar un enfrentamiento directo entre las masas y las fuerzas de la autoridad. Esa noche, el gobernador militar mantuvo una nueva reunión con los mandos y en esta se decidió tratar de evitar la venta de harina en el mercado negro, arrestar a los revolucionarios localizados en la ciudad y llamar a algunas unidades de caballería acuarteladas en Nóvgorod, a seis horas de tren de la capital. Protopópov, convencido de la inminencia del fin de los disturbios, no se presentó a la reunión. La policía había ordenado emplazar algunas ametralladoras en los tejados para dispersar nuevas manifestaciones. El intento de mediación de Aleksandr Guchkov fue rechazado por el Gobierno. Kérenski había continuado sus intentos de forzar a la Duma a tomar la iniciativa, pero de nuevo sin éxito.
El sábado la revuelta era general, se detuvo la impresión de periódicos y el transporte público y los universitarios abandonaron sus aulas para unirse a las marchas. Algunos cuadros menores de los partidos socialistas, en especial los mencheviques, lograron encauzar las protestas a fines políticos y dar cierta cohesión al movimiento. Las tropas se habían mostrado vacilantes y favorables a los manifestantes, las cargas de la policía, ineficaces. Los destacamentos de cosacos enviados por el Gobierno para disolver las protestas se mostraron favorables a los manifestantes. Estos, concentrándose en atacar a la odiada policía zarista, trataron, sin embargo, de ganarse el apoyo de los cosacos. El ministro del Interior ordenó esa noche la detención de un centenar de figuras revolucionarias, sospechosas de haber convertido las iniciales protestas por las penurias de la población en un movimiento político.

### Uso de las tropas y amotinamiento de la guarnición (25, 26 y 27 de febrero/10, 11 y 12 de marzo)

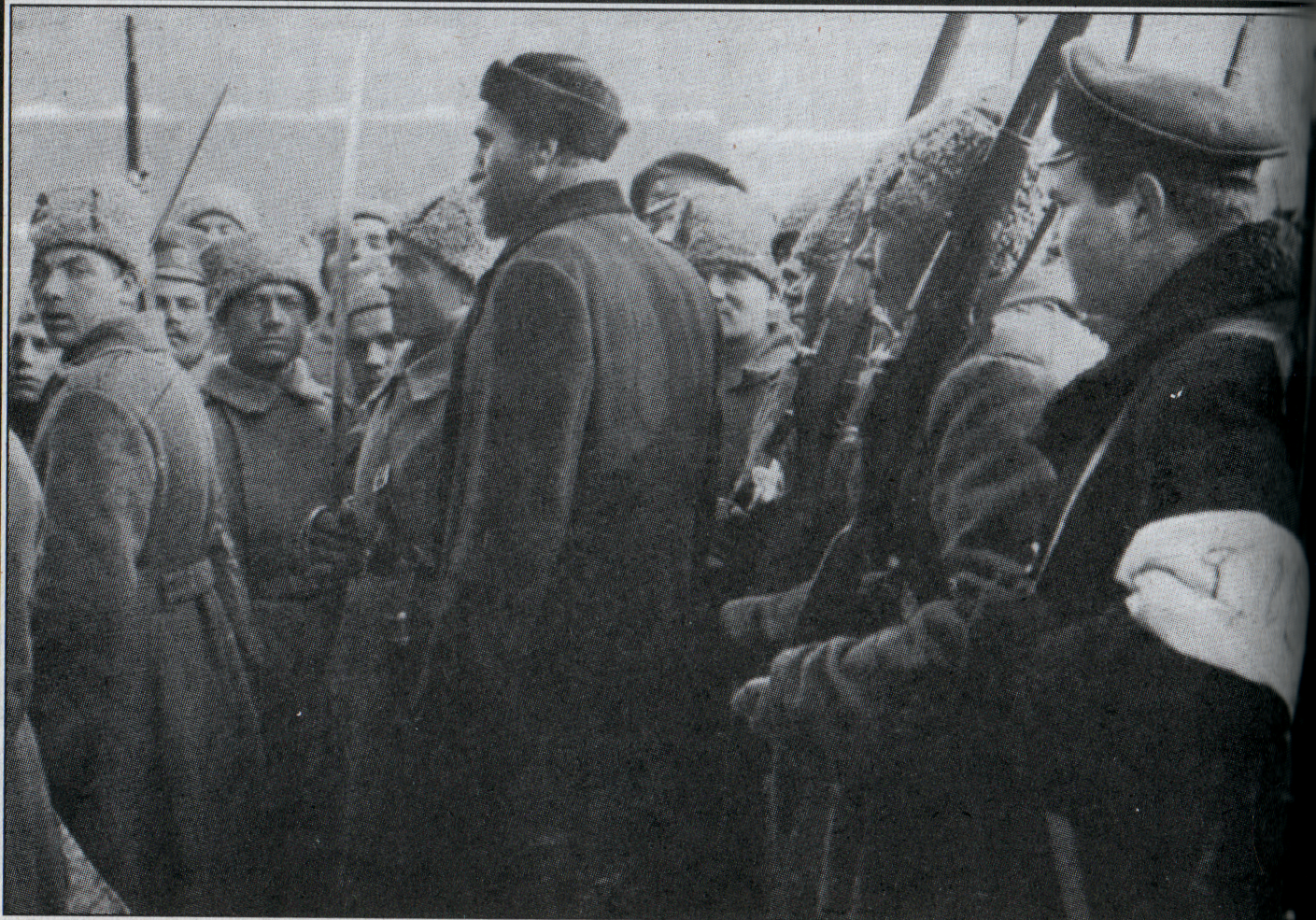
Arresto de un «faraón» —policía— por soldados amotinados. La policía fue el principal sostén del Gobierno hasta su eliminación por las tropas revolucionarias.

El 25 de febrerojul./ 10 de marzo de 1917greg., los manifestantes alcanzaban ya la cifra de doscientas mil personas que habían convertido las fábricas en centros de reunión y agitación. A pesar de que Lenin se encontraba exiliado en Suiza, los bolcheviques tuvieron un destacado papel en la organización de las huelgas y manifestaciones del día. Las mujeres seguían encabezando las marchas y trataban de convencer a las tropas, cada vez más hostiles a sus oficiales, a unirse a las protestas. La policía, por el contrario, seguía fiel al Gobierno se mostró más agresiva con los manifestantes que los días anteriores y causó muertos y heridos entre estos. Al cargar nuevamente contra la multitud en el puente Aleksándrovski como días anteriores, el jefe de un escuadrón de policía montada fue rodeado por esta, preparada para resistir los azotes de su nagayka, desmontado, y muerto a tiros con su propio revólver. Los trabajadores, armados burdamente, comenzaron a asaltar las comisarías del distrito de Výborg y a atacar a los policías.
Los trabajadores de la Putílov, expulsados de la fábrica desde el día anterior al comienzo de las protestas debido al cierre temporal de la factoría por la dirección, se unieron finalmente a las protestas y ocuparon las instalaciones. Rápidamente, los obreros decidieron formar un comité revolucionario provisional y organizar destacamentos de combatientes para llevar la revolución a las calles. Los obreros de la Putílov comenzaron a ocupar fábricas a lo largo de la avenida Petrogrado, mientras otros manifestantes se dirigían de nuevo por Nevski Prospekt hacia la plaza Známenskaia.
Se sucedieron nuevamente los discursos de trabajadores y estudiantes alrededor de la estatua del zar Alejandro mientras unidades de cosacos y policía montada rodeaban a la multitud. La policía, ante la pasividad de los cosacos, cargó contra la multitud, especialmente contra aquellos que sostenían banderas rojas y pancartas revolucionarias pasadas las tres de la tarde. Repentinamente, algunos trabajadores se dirigieron a los cosacos rogando su ayuda contra la policía; estos acabaron por cargar y dispersar a la policía y mataron al joven teniente que dirigía las unidades policiales antes de volver a formar. Ante la llegada de refuerzos gubernamentales, se levantaron las primeras barricadas.
Pocas horas después, se producían las primeras deserciones entre las fuerzas de seguridad: algunas trabajadoras lograban que unos soldados que bloqueaban la esquina de Nevski Prospekt con la calle Sadóvaia se uniesen a los manifestantes. Otros soldados, por el contrario, dispararon contra la multitud y causaron una decena de bajas a media tarde en la misma zona. Aunque la mayoría de las tropas seguían fieles al Gobierno, su vacilación crecía.
Por la noche, el zar ordenó desde el cuartel general del Ejército en Maguilov, donde había pasado un día normal, «suprimir todos los desórdenes desde mañana» por lo que el comandante del distrito militar dio orden a las tropas de disparar contra los manifestantes que se negasen a disolver las marchas en la reunión celebrada alrededor de las diez de la noche a la que asistieron los responsables militares y policiales de la capital. Jabálov temía, sin embargo, que las tropas desobedeciesen sus órdenes y la revuelta se convirtiese finalmente en una revolución. La orden tajante del zar descartaba la negociación y el acuerdo con los revoltosos. Jabálov, a pesar de su ánimo deprimido, ordenó la alerta de nuevas unidades militares, la colocación de ametralladoras y vehículos blindados en distintos puntos de la ciudad, ordenó el arresto de todos los revolucionarios encontrados por la Ojrana en los días anteriores y publicó dos proclamas, una amenazando con enviar al frente a los trabajadores que no regresasen en dos días a sus puestos de trabajo y otra avisando de que las autoridades no permitirían reuniones en las calles de la capital y las dispersarían por las armas. La ciudad se encontraba entonces nuevamente en calma. Los partidos revolucionarios se encontraban para entonces desorganizados, tanto por las malas comunicaciones con la capital como por las medidas de la policía.

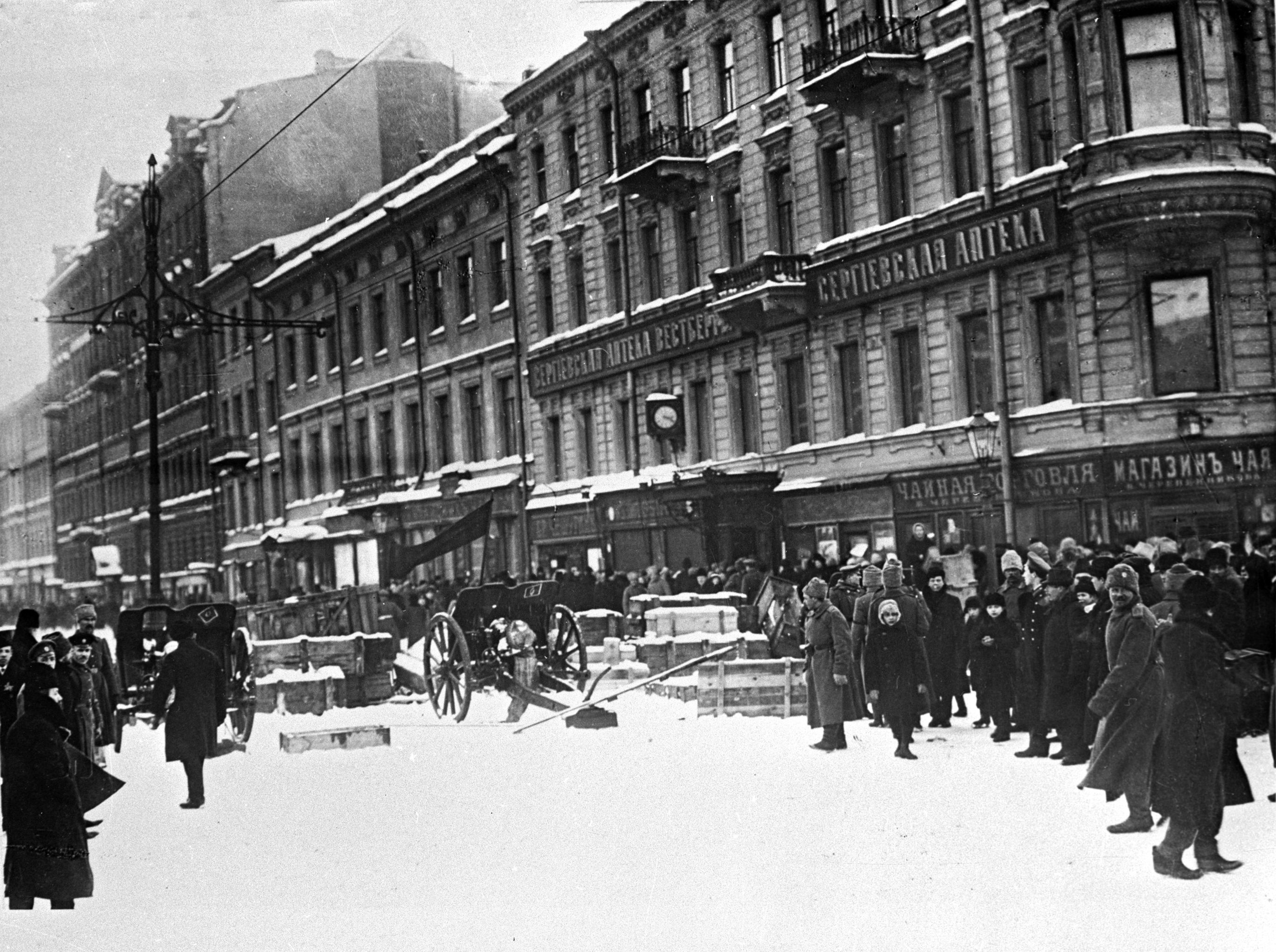
Artillería en Liteini Prospekt.

El día 26 de febrerojul./ 11 de marzogreg., domingo frío y soleado, amaneció con la ciudad cubierta por las proclamas de Jabálov. Las ametralladoras cubrían los cruces estratégicos de la ciudad y pelotones de soldados guardaban los edificios principales, mientras que patrullas de cosacos recorrían la ciudad. A pesar de la sensación de orden, el transporte público había dejado de funcionar y las tiendas, cafés y restaurantes se encontraban cerrados. A mediodía, convencido de que las revueltas habían pasado, Jabálov telegrafió al Estado Mayor informando de que la ciudad se hallaba en calma. Al final de la mañana, sin embargo, los trabajadores marchaban de nuevo hacia Nevski Prospekt, donde unidades especiales abrieron fuego contra ellos al no dispersarse. A media tarde, las víctimas se contaban por decenas. Hubo choques entre fuerzas del orden y manifestantes en numerosos puntos de la ciudad.
Los guardias del regimiento Volynski, enviados de nuevo a la plaza Známenskaia, dispararon contra la población —tras hacerlo al comienzo al aire y recibir la reprimenda de sus oficiales— pero, al regresar a sus cuarteles, se negaron a participar en más acciones de represión. En la plaza la policía contó 50 cadáveres y 48 heridos tras el tiroteo. Al final del día, se habían producido más de ciento cincuenta víctimas. Al recibir la orden de disparar contra los manifestantes, una compañía del regimiento Pávloski se amotinó a media tarde. Tres de sus compañías habían sido enviadas a enfrentarse a la multitud mientras la cuarta aguardaba en reserva y aislada cuando entre las cuatro y las seis de la tarde llegó a esta última la noticia de que sus compañeros habían disparado a los manifestantes. Unos ciento cincuenta de ellos con treinta rifles marcharon apresuradamente a Nevski Prospekt donde se enfrentaron con una patrulla de policía montada que les bloqueaba el paso. La llegada de los oficiales y la intercesión del capellán del regimiento acabaron temporalmente con el motín. Esa misma noche, las autoridades militares enviaron a diecinueve de soldados del regimiento donde se había producido el amotinamiento a la Fortaleza de San Pedro y San Pablo y mandaron a otros dieciséis a otras misiones, mientras trataban de que la noticia del motín no se conociese en las demás unidades de la guarnición.

Petrogrado durante la Revolución de Febrero.

El Gobierno impuso el estado de sitio y dio orden de disolver la Duma, a la vez que rechazaba un plan para formar un nuevo Consejo de Ministros compuesto por figuras respetadas y presidido por algún general popular, confiado en haber aplastado las revueltas.
Durante la madrugada, los soldados del regimiento Volynski lograron armarse gracias a la falsificación de una orden del comandante de una compañía y se prepararon para desobedecer las órdenes de marchar contra las masas. Efectivamente, al llegar el comandante por la mañana, un sargento indicó que sus hombres se negaban a disparar contra los civiles; los oficiales, dándose cuenta de que no controlaban a los soldados, trataron de huir pero el mayor de la compañía cayó abatido desde las ventanas del cuartel antes de poder hacerlo. La compañía amotinada no logró al comienzo el apoyo del resto del regimiento, pero sí de algunas tropas de los cercanos regimientos de Preobrazhenski, de guardias lituanos y del sexto batallón de ingenieros. Los amotinados, marchando tras la banda de música del sexto batallón, se unieron a los trabajadores. A pesar de que únicamente una minoría de la guarnición se unió a las protestas, el Gobierno perdió la capacidad de utilizarla para reprimirlas; la actitud de numerosos oficiales, que abandonaron sus unidades o no acudieron a ellas, acentuó la desconfianza de las tropas en sus mandos, sentimiento que continuó durante el periodo interrevolucionario.
Alrededor de la una de la tarde había comenzado a arder la sede del tribunal civil de la ciudad y una hora más tarde las multitudes ya habían logrado cruzar todos los puentes de la ciudad hacia el centro. Los insurrectos del regimiento Volynski se encontraron en la avenida Liteini con los soldados del Semiónovski que, tras dudar, levantaron las barricadas. Estalló, sin embargo, un breve combate entre ambos regimientos en el que los rebeldes lograron vencer; los insurrectos tomaron entonces el arsenal de Liteini con sus cuarenta mil fusiles, treinta mil pistolas y cuatrocientas ametralladoras. La huelga por la escasez de alimentos y contra la guerra se convirtió en un alzamiento armado contra la autocracia. La guarnición, formada principalmente por miembros de las minorías y socialistas enrolados a la fuerza, simpatizaban con las exigencias de los manifestantes.
La misma mañana, algunos trabajadores dirigidos por un hojalatero bolchevique tomaban también otro arsenal en el distrito de Lesnói y pocas horas más tarde otros tomaban el control de la fábrica de cartuchos de la ciudad. Al mediodía, obreros armados forzaban el cruce del puente Aleksándrovski enfrentándose a tropas escogidas del regimiento Moscú y lograban unirse a las tropas amotinadas en el centro de la ciudad. Se retiraron entonces al distrito de Výborg; para entonces cerca de un cuarto de millón de personas se habían alzado contra el Gobierno y un cuarto de ellas estaba armada (uno de cada diez era soldado).
Poco después del mediodía, los rebeldes tomaban la prisión de Krestý en el distrito de Výborg y liberaban a los 2400 presos, comunes y políticos, y quemaban los expedientes policiales. Posteriormente hicieron lo mismo con la prisión militar y la de mujeres. Por la tarde, los soldados de la división de vehículos blindados se unieron también a los insurrectos.
Hasta recibir la orden de enfrentarse a los manifestantes, las tropas de la capital —formadas en gran medida por reclutas recientes— habían vacilado entre sus simpatías para con aquellos y el mantenimiento de la disciplina. Al verse forzados a actuar por las órdenes del Gobierno, se rebelaron y acabaron rápidamente con el poder gubernamental en la capital. La pérdida del apoyo de las tropas selló el destino del Gobierno imperial, que no contaba con planes para enfrentarse a un motín de la guarnición. Las tropas tradicionalmente más fieles, como las unidades cosacas, declararon su neutralidad, lo que privó al Gobierno de sus elementos de coerción e hizo que perdiese el control de la capital. La revuelta de las tropas y la reacción de la Duma al decreto de disolución convirtieron las protestas de los trabajadores en una revolución. Esa misma noche del lunes, Jabálov se vio obligado a informar al zar de su incapacidad de cumplir la orden recibida ante la rápida pérdida del control de la guarnición capitalina. Durante todo el día, el Gobierno había mostrado gran pasividad: en una reunión a media tarde, Protopópov mostró haber perdido su anterior confianza en aplastar las revueltas y aceptó retirarse alegando enfermedad, pero el Gobierno, sin capacidad legal para nombrar un sustituto, privilegio que solamente tenía el zar, no logró reemplazarlo. El Consejo de Ministros únicamente acordó solicitar al soberano el envío de un general con tropas suficientes para acabar con las protestas y se separó hasta la noche.

### La situación política
El Gobierno, subestimando su debilidad, había decidido disolver la Duma hasta abril en una reunión la noche del domingo. El presidente de la Duma, Mijaíl Rodzianko, se había encontrado con el decreto imperial al llegar a su casa. Durante los primeros días de la revuelta, Rodzianko había tratado de negociar el apoyo del Parlamento al gabinete en la supresión de la revuelta a cambio de la formación de un Gobierno parlamentario, en vano.
Alarmado por los acontecimientos, había solicitado la formación de un nuevo Gobierno el domingo por la noche ante la intensificación de las protestas; el zar, al que Rodzianko le producía un intenso rechazo, se limitó a comentar:

Otra vez este gordo de Rodzianko me ha escrito un montón de tonterías a las que no me voy a dignar contestar.

El soberano se encontraba en el cuartel general ruso en Maguilov, a donde había regresado desde la capital a primeras horas de la tarde del 22 de febrerojul./ 7 de marzogreg.; la lejanía del Gobierno complicó durante toda la crisis las comunicaciones entre el zar, el Consejo de Ministros, la Duma y las autoridades militares y policiales de la capital.
A mediodía del lunes, ya con las tropas amotinadas y los obreros armados, Rodzianko trató —de nuevo en vano— de lograr el permiso del soberano para formar un nuevo Gobierno. Poco antes la propia zarina, alarmada, había aconsejado realizar concesiones. El respaldo del general Mijaíl Alexéyev, jefe del Estado Mayor, a la solicitud de Rodzianko resultó inútil. Al mismo tiempo, Jabálov y el ministro de Defensa, Beliáev, enviaban telegramas más tranquilizadores en los que expresaban su confianza de tomar el control de la situación en breve. A pesar de las contradicciones en los informes recibidos, el zar no trató de averiguar la situación real de la capital: «No dediqué mucho tiempo al informe y por la tarde me paseé por el camino de Orca». El zar jugó al dominó y recordó de esa tarde que «lucía un hermoso sol». A las 19:35, sin embargo, el Estado Mayor recibió un nuevo telegrama del ministro de Defensa que anunciaba que los disturbios no podían ser controlados y en el que solicitaba tropas del frente para sofocarlos.
Esa noche el hermano pequeño del zar, gran duque Miguel Románov, rogó por telegrama también al zar que atendiese la petición de Rodzianko de formar un nuevo gabinete responsable ante la Duma, pero su ruego fue rechazado. El gran duque había analizado la situación con el primer ministro Golitsyn y con Rodzianko esa noche y había aceptado proclamarse regente únicamente con el permiso del monarca. El emperador rechazó amablemente el ofrecimiento e indicó que había decidido marchar a la capital en persona para tomar el control de la situación. Los ministros esperaron en el palacio Mariinski hasta la medianoche la respuesta del zar y más tarde lo abandonaron ante el peligro de las multitudes, que ya amenazaban con tomar el edificio; llegaron a recibir el rechazo del soberano a la propuesta del gran duque, pero no la orden de permanecer en sus puestos hasta su regreso a Tsárskoye Seló donde residía la zarina Alejandra Fiódorovna con los hijos. Aunque se les informó de la orden por teléfono a la mañana siguiente, para entonces el palacio había sido asaltado y poco después la mayoría de ellos fueron detenidos o tuvieron que esconderse para evitarlo.
Decidido a no hacer concesiones, el zar convocó al general Nikolái Ivánov y le ordenó marchar sobre la capital. Ivánov recibió poderes dictatoriales. El soberano rechazó nuevamente la dimisión del primer ministro y decidió resolver la crisis por medios militares. Ivánov solicitó para la misión el mando del batallón de San Jorge, formado por veteranos condecorados con esta distinción. Alexéyev le prometió además enviarle desde el frente a Tsárskoye Seló cuatro regimientos de infantería, otros tantos de caballería, dos unidades de ametralladoras y dos baterías de artillería. Diversas unidades de los frentes norte y occidental debían marchar sobre la capital a las órdenes de Ivánov, fiables pero en un número más indicado para intimidar a los alzados que para aplastar la revuelta por la fuerza mediante amplias operaciones represivas. Desde Tsárskoye Seló, hacia la que partió la mañana del martes, Ivánov se proponía lanzar el asalto a la alzada capital. Antes de partir, Ivánov trató de obtener del zar concesiones constitucionales que facilitasen el fin de la revuelta, pero no lo logró. Alexéyev asignó a Ivánov nuevos refuerzos de tropas teóricamente fieles al llegar las noticias de la agudización de la crisis en la capital. Mientras, Ivánov había perdido parte de las tropas que habían partido con él hacia Tsárskoye Seló para examinar la situación con la zarina cuando, en la estación de ferrocarril de Dno (que en ruso significa fondo), su tren se cruzó con otro que venía de la capital; los civiles y militares del tren capitalino relataron los acontecimientos a los soldados de Ivánov, que desertaron en masa a pesar de los esfuerzos de este por restablecer la disciplina. El general, no obstante, continuó viaje a su destino a pesar de las informaciones de Jabálov sobre la pérdida de la capital y la rebelión de la gran mayoría de la guarnición de la ciudad. En Výritsa, el batallón de San Jorge comunicó su decisión de mantenerse neutral y no marchar contra los habitantes de Petrogrado e Ivánov se vio obligado a retroceder a Gátchina a esperar refuerzos. La noche del martes, sin embargo, los ferroviarios de Luga, favorables a la revolución, lograron mediante una estratagema devolver al frente a cuatro mil soldados enviados a Ivánov.

### Triunfo y creación del Comité de la Duma y del Sóviet de Petrogrado (12 de marzo)

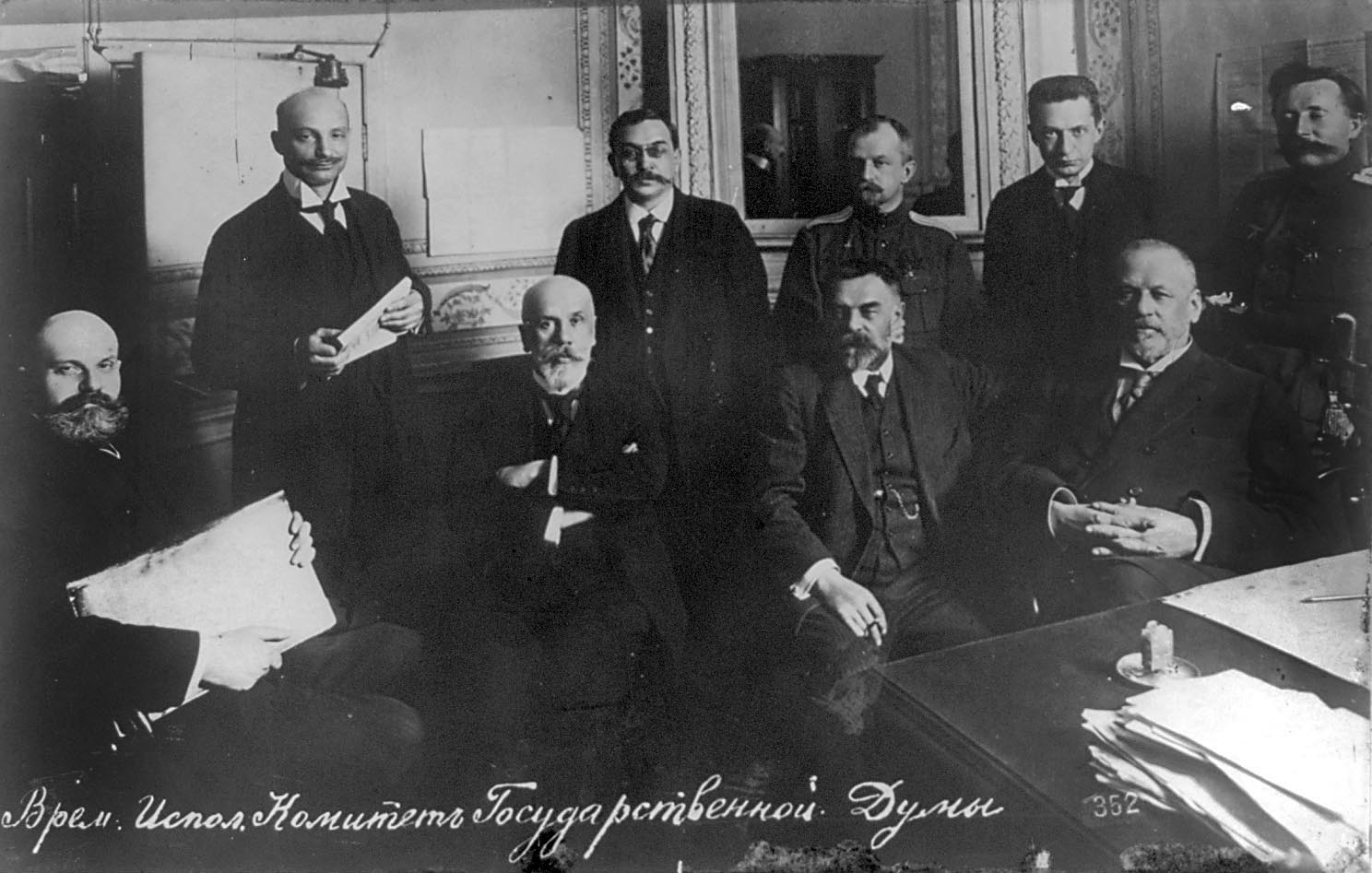
Miembros del Comité provisional de la Duma Estatal, entre ellos el social-revolucionario Aleksandr Kérenski —segundo por la derecha, de pie— y el presidente de la Duma, Mijaíl Rodzianko —primero por la derecha, sentado.

El 27 de febrerojul./ 12 de marzo de 1917greg., los diputados se negaron a disolver el Parlamento y formaron un Comité provisional de once miembros constituido por los partidos burgueses liberales del Bloque Progresista, el trudovik Aleksandr Kérenski y el dirigente menchevique Nikolái Chjeidze para tratar de restablecer el orden. La propia Duma se disolvió a continuación, privándose así de participar en los siguientes acontecimientos. El Comité envió comisarios para supervisar los distintos departamentos gubernamentales, anunció la toma del poder en la capital y su intención de formar un nuevo Gobierno provisional y llamó a la calma.
El mismo día, algunos dirigentes sindicales y de las cooperativas, diputados socialistas y miembros del Comité Central para las Industrias de Guerra recién liberados —entre treinta y cuarenta personas en total— se reunieron en el Palacio Táuride para tratar de formar un sóviet (consejo) como el Sóviet de San Petersburgo de 1905, nombraron un Comité ejecutivo y convocaron a los delegados de los trabajadores a una sesión esa misma noche. El Sóviet de Petrogrado fue el primero de este tipo de órgano que a lo largo de los meses siguientes se fue extendiendo por todo el país. El rápido y decidido apoyo popular al Sóviet de Petrogrado le confirió pronto un gran poder político. En el edificio de la Duma, sin embargo, reinaba la tensión: cada vez un mayor número de trabajadores y soldados, armados, acudían a la Duma para solicitar instrucciones y a pesar de la bienvenida dispensada por Kérenski, Matvéi Skóbelev y Nikolái Chjeidze, otros diputados más conservadores observaban con inquietud a los recién llegados. A pesar de su oposición a la disolución de la Cámara, la mayoría de los diputados era monárquica y se oponía a enfrentarse abiertamente al zar, a pesar de la creciente presión en las calles para que la Duma pasase a dirigir la revolución. En palabras del presidente de las Cortes, Rodzianko:

No deseo una revuelta. No soy un rebelde. No hice ninguna revolución y no tengo intención de realizar ninguna. Si ha sucedido es porque no nos escuchan, pero yo no soy un revolucionario.

Kérenski ordenó la detención de los ministros y la toma de puntos estratégicos como la central de correos, las estaciones de ferrocarril o los edificios oficiales mientras que finalmente Rodzianko anunciaba la intención de la Duma de sustituir al antiguo Gobierno. Cerca de la medianoche, se había formado por fin el Comité provisional, pero la Cámara seguía titubeando y deseando un acuerdo con el monarca: se solicitó una entrevista con el primer ministro —que dimitió en vano a las seis de la tarde— con la presencia del gran duque Miguel; la Duma seguía persiguiendo simplemente la formación de un Gobierno «de confianza». Los intentos de mediación de Rodzianko y el gran duque fueron de nuevo rechazados por el zar, que seguía confiando en los informes optimistas recibidos el domingo. El Comité provisional envió comisarios para hacerse con el control de los edificios oficiales y los centros de comunicaciones a la vez que custodiaba a los principales miembros del antiguo Gobierno que habían sido capturados por los revolucionarios o se habían entregado a la Duma en busca de su protección, como el propio Protopópov.
El mismo lunes, comenzaron a formarse espontáneamente milicias obreras en algunos de los distritos industriales, que trataron de eliminar a la policía de sus distritos y de la prisión de Krestý. Los insurrectos tomaron también el arsenal, comisarías y fábricas de armamento, lo que permitió que los trabajadores capitalinos se armasen.
Por su parte, el regimiento Volynski y miembros del Preobrazhenski y de los guardias de Litovski se unieron a la revuelta convertida ya en revolución. Las tropas teóricamente aún fieles al Gobierno se disolvieron ante el primer contacto con los alzados. Solo algunos oficiales aislados y policías ofrecieron cierta resistencia. A mediodía el ministro de guerra Mijaíl Beliáev había nombrado al general Zankévich comandante de las tropas todavía fieles, que se concentraron en el patio del Palacio de Invierno; a pesar de que inicialmente la moral de estas tropas era alta, la inactividad que duró todo el día, la falta de víveres y la consiguiente necesidad de enviar a los soldados a cenar a sus cuarteles hicieron que la mayoría se dispersase entre las multitudes que encontró por el camino y no regresase al palacio. El coronel Aleksandr Kutépov había recibido orden de aplastar los desórdenes en el centro de la ciudad, entre el puente de Liteini y la estación Nikoláievski; con seis compañías —una compañía de guardias— y la esperanza de ir reuniendo tropas en su camino, recibió contraorden al llegar a la confluencia de Liteini y Nevski pero decidió regresar a través de Liteini y paralelo al río, lo que hizo que perdiese contacto con Jabálov durante todo el día. Detenido a lo largo de Liteini, solicitó refuerzos que nunca llegaron pues todos los que se le enviaron acabaron disolviéndose en las multitudes. Sus intentos de recuperar la obediencia de algunos soldados amotinados que encontró a lo largo de la avenida fracasaron y sus fuerzas tuvieron que refugiarse en la mansión del conde Musin-Pushkin, sede de la oficina de la cruz roja del frente norte tras sufrir numerosas bajas en los enfrentamientos. Incapaz de comunicarse con Jabálov, que había abandonado la comisaría central para trasladarse al almirantazgo, y conminado por los funcionarios de la cruz roja a abandonar el edificio para evitar males a los enfermos, el destacamento de Kutépov abandonó la resistencia. A pesar de que se calcula que únicamente veinticinco mil de los ciento sesenta mil soldados de la capital se unieron activamente a la revuelta, las autoridades se mostraron incapaces de vencer la pasividad del resto y de utilizarlo para sofocar las protestas; tampoco podían contar con el apoyo decidido de numerosos oficiales, partidarios de pactar con la Duma en vez de aplastar sin más la revuelta.
La noche del 12, los insurrectos controlaban los regimientos de la capital así como la fortaleza de San Pedro y San Pablo y el arsenal principal. El general Serguéi Jabálov, comandante militar de la ciudad, aún controlaba con unos miles de hombres el Almirantazgo y el Palacio de Invierno, esperando refuerzos del frente. Su número era cada vez más reducido y durante la madrugada se concentró en el palacio. Durante la madrugada el gran duque Miguel, que había acudido al palacio tras tratar con el Gobierno en el palacio Mariinski y no poder volver a su residencia por falta de tren, ordenó a Jabálov y Beliáev que evacuasen el edificio para evitar choques en él con la población. Las tropas regresaron entonces al almirantazgo. Las últimas fuerzas leales al Gobierno se dispersaron la mañana siguiente cuando los refuerzos no llegaron. Al mediodía se decidió cesar todas las operaciones, entregar las armas a los funcionarios del Ministerio de Marina del almirantazgo y enviar a las tropas a los cuarteles mientras que los oficiales regresaban a sus casas. El general Zankévich, que defendía el edificio, decidió marchar solamente contra la fortaleza de San Pedro y San Pablo, sin el apoyo de sus hombres que lo evacuaron alrededor del mediodía; el ministro de Marina se rindió ante la amenaza de bombardeo desde la fortaleza, que se había rebelado.
Los mandos militares del frente detuvieron el movimiento de tropas hacia la capital para aplastar las manifestaciones convencidos por el Comité provisional de la Duma Estatal de que era esta la que controlaba Petrogrado y no las masas revolucionarias. La extensión de la revolución entre parte de las tropas llevó finalmente al Estado Mayor a anular el aplastamiento de la revolución y respaldar al comité. Ivánov se encontró, primero en Tsárskoye Seló y más tarde en la cercana Výritsa, privado de los refuerzos prometidos, retirados por Alexéyev por temor a que las fuerzas enviadas se uniesen a los alzados como ya lo habían hecho para entonces unidades en Luga, Kronstadt o Moscú. Enviado de un sitio a otro por los ferroviarios, Ivánov acabó entre dos localidades en un tren sin agua. El Gobierno, que se había reunido para exigir la renuncia de Protopópov esa noche, se disolvió, buscando cada responsable del gabinete su seguridad personal.

### Extensión de la revolución y abdicación del zar
El 28 de febrerojul./ 13 de marzogreg. los revolucionarios tomaron el control en Moscú y en la base naval de Kronstadt, que controlaba el acceso por mar a Petrogrado, asesinando al comandante y a cincuenta de sus oficiales. La resistencia a los insurrectos fue mínima, muestra del desprestigio alcanzado por el régimen zarista. Soldados, marinos y trabajadores de Výborg, Helsingfors, Reval, Pskov, Dvinsk y Riga se unieron a la revolución. Aun así y a pesar de la eliminación de la policía zarista de las calles de la capital hubo algunos incidentes aislados de disparos desde tejados y edificios contra los manifestantes. La madrugada del martes finalmente el comité de la Duma se decidió a tomar el control de los ferrocarriles y de su importante red de telégrafo y envió a un comisario a hacerse con el Ministerio de Transporte.
El 1 de marzojul./ 14 de marzogreg., Petrogrado se hallaba en manos de los alzados. Para asegurar el orden una vez desaparecida la policía, se formaron dos milicias rivales: una creada por el Sóviet de Petrogrado y otro por el Ayuntamiento (Duma) de la ciudad. Mientras la primera la integraban principalmente obreros de la capital, la segunda se formó sobre todo con funcionarios y estudiantes. Pocos días después el Comité ejecutivo del Sóviet logró la subordinación teórica —pero no real— de la milicia obrera a la municipal.

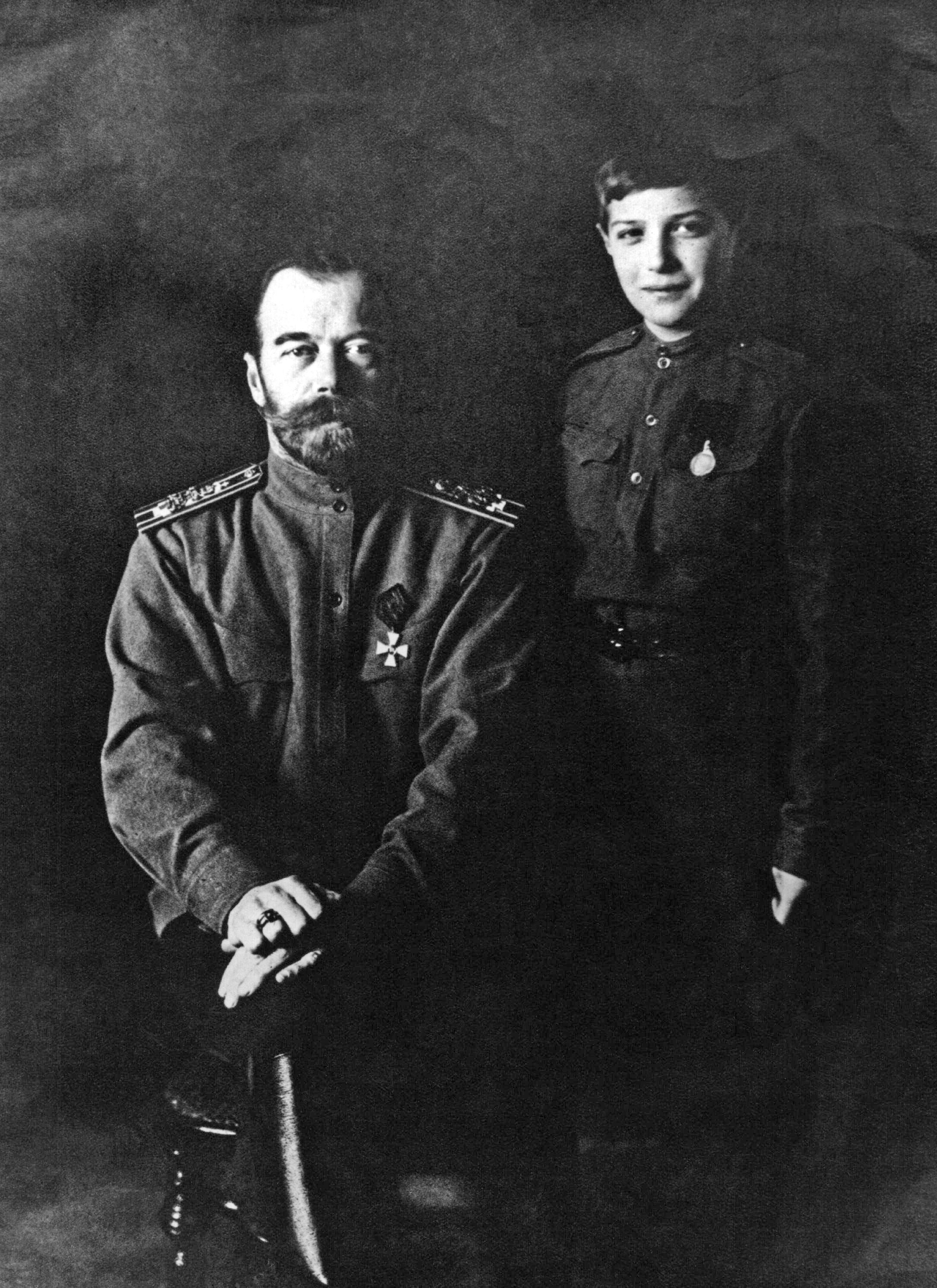
Nicolás II y su hijo el zarévich Alexis, en el que el primero abdicó antes de hacerlo por ambos y tratar de entregar el trono al gran duque Miguel.

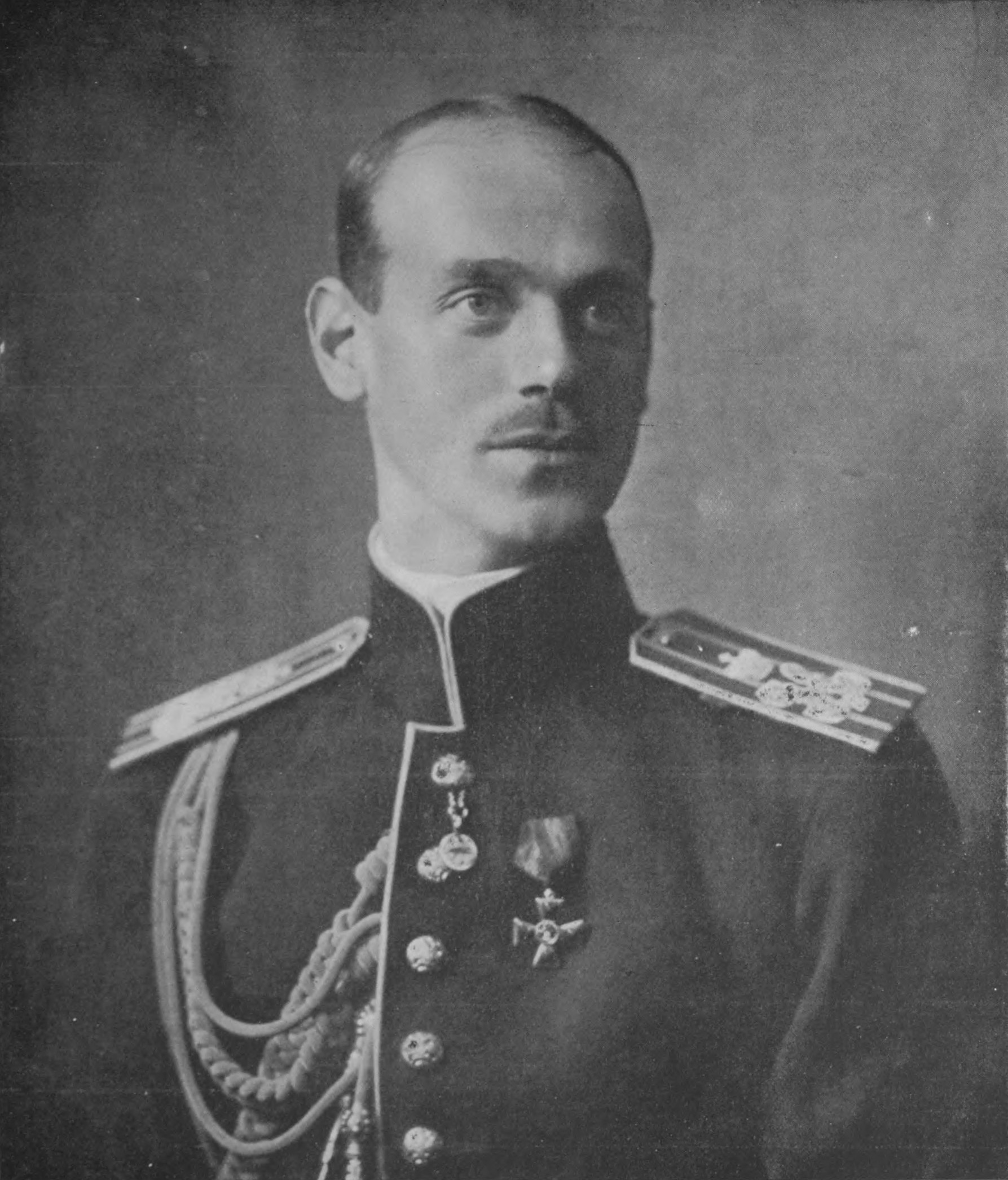
El gran duque Miguel, hermano del zar, rechazó el trono, poniendo fin a la dinastía Románov y dejando paso a la república.

A pesar de que algunos diputados liberales, entre ellos el dirigente kadete Pável Miliukov, Aleksandr Guchkov o Vasili Shulguín, deseaban establecer una monarquía constitucional, la revolución había avanzado demasiado para permitirlo. Los acontecimientos obligaron a Nicolás II a abdicar el 2 de marzojul./ 15 de marzo de 1917greg.. Dos días antes, había partido de Moguiliov hacia Tsárskoye Seló para estar con su familia —sus hijos estaban enfermos de sarampión— a pesar de los consejos contrarios del alto mando; aislado en su tren, desviado por ferroviarios favorables a la revolución en diversas ocasiones, apenas logró alcanzar Pskov —cuartel general del frente norte— la noche del 28 de febrerojul./ 13 de marzogreg.. Para entonces Alexéyev, convencido de la necesidad de nombrar un nuevo Consejo de Ministros responsable ante la Duma, había solicitado al comandante del frente norte, general Ruzski, que persuadiese al zar de aceptar esta petición del Comité provisional de la Duma. Nicolás nuevamente rechazó la petición. Durante la entrevista entre Ruzski y el soberano, la llegada de un nuevo telegrama de Alexéyev indicando que solo la aceptación de la formación de un nuevo Gobierno, responsable ante la Duma y no ante el zar, podía salvar la situación manteniendo el poder en manos de la Duma y no de los extremistas, llevó a Nicolás a ceder finalmente. Tras retirarse pasada la medianoche, se llamó a Ruzski dos horas más tarde para anunciarle que Rodzianko deseaba hablar con él por el aparato de Hughes —un primitivo teletipo—; tras anunciar a Rodzianko la nueva disposición del emperador a aceptar un gabinete dependiente de la Duma, Rodzianko le comunicó que la concesión ya no era suficiente ante los últimos acontecimientos y que el zar debía abdicar. La conversación fue inmediatamente transmitida a Alexéyev que, tras sopesar las situación durante varias horas, a media mañana del día siguiente se mostró favorable a la abdicación del zar en su hijo con una regencia del gran duque Miguel, confiando así en mantener la cohesión del Ejército. Alexéyev, que deseaba plantear al zar una posición única de todos los mandos principales, comunicó la situación a los comandantes de los distintos frentes solicitando su inmediato parecer. En menos de una hora estos habían comunicado al jefe del Estado Mayor su conformidad con la abdicación planteada. Mientras, Ruzski mostraba al zar la transcripción de su conversación de Rodzianko, que incluía la petición de abdicación, que Nicolás se mostró dispuesto a contemplar.

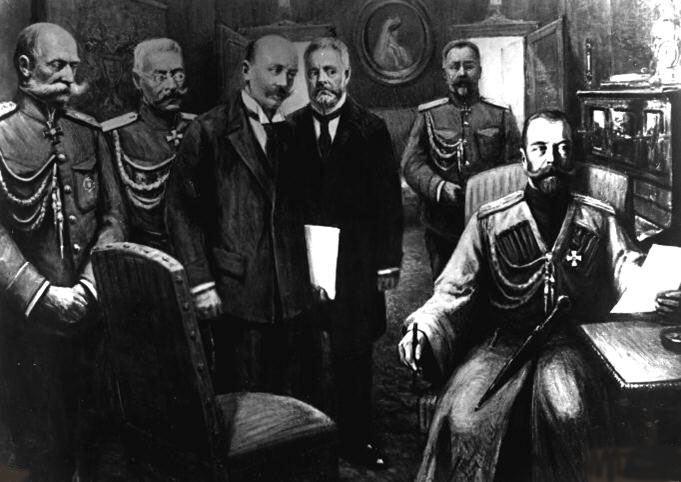
Representación de la abdicación de Nicolás en su tren en Pskov, ante el general Ruzski, sus dos edecanes y los delegados de la Duma Aleksandr Guchkov y Vasili Shulguín el.

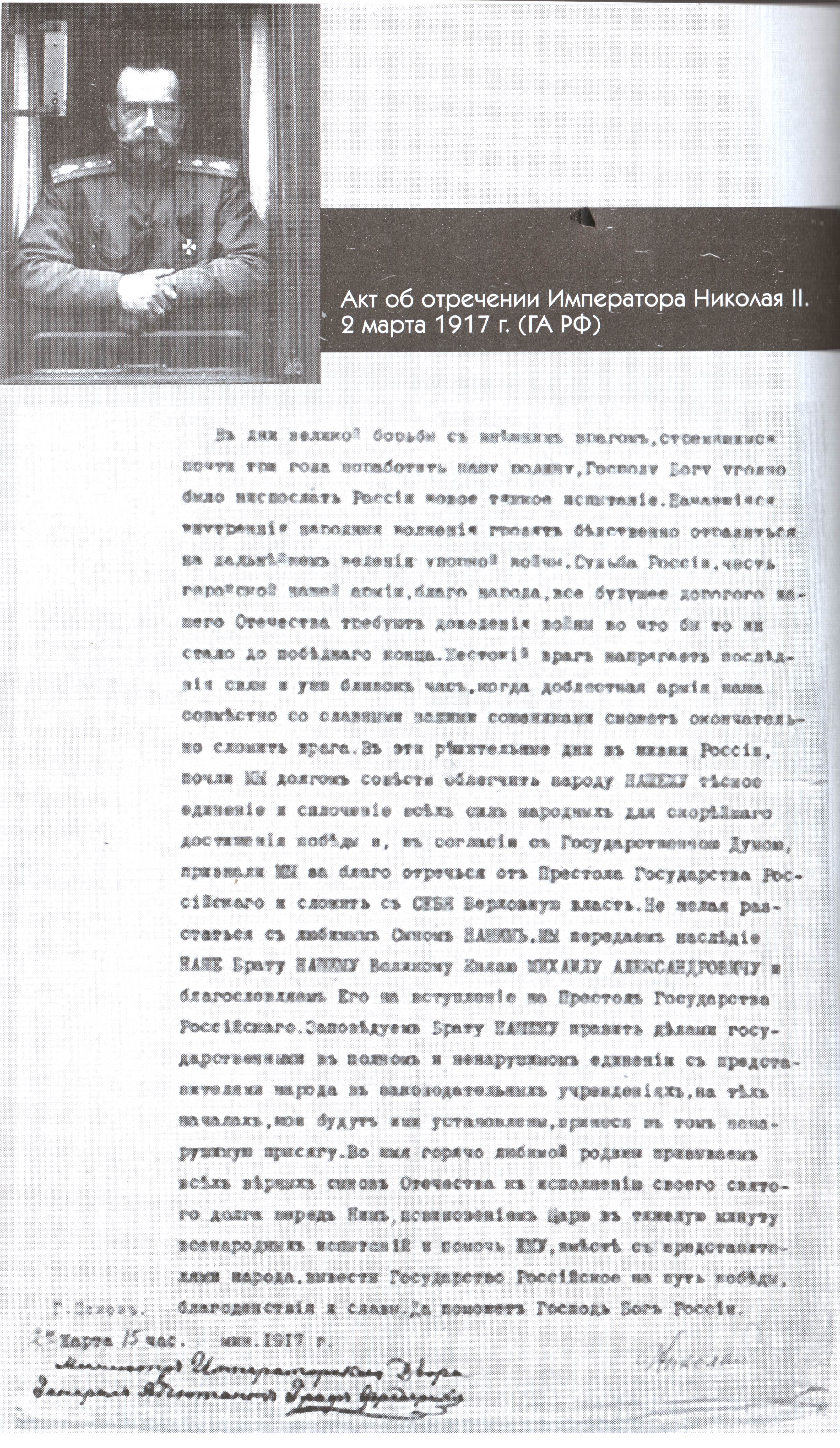
El acta de abdicación de Nicolás II.

A las dos y media de la tarde, un nuevo telegrama de Alexéyev comunicaba al zar la opinión unánime de los mandos de los frentes, que rogaban aceptase abdicar. Tras una última reunión con Ruzski, el zar aceptó abdicar, persignándose. Tras una duda pasajera al comunicársele que dos delegados de la Duma —Aleksandr Guchkov y Vasili Shulguín— se dirigían a Pskov para entrevistarse con él, Nicolás decidió mandar los dos telegramas que había redactado informando de su abdicación a Rodzianko y a Alexéyev. Se introdujo a los dos delegados inmediatamente a la presencia del zar alrededor de las diez de la noche y, tras un largo discurso de Guchkov, Ruzski les informó de que Nicolás había decidido abdicar; este indicó entonces que había cambiado de opinión y había decidido hacerlo no solamente en su nombre, sino en el de su hijo —según su médico, el zarévich tenía pocas probabilidades de sobrevivir largo tiempo—, acto que ninguno de los presentes sabía si era legal pero, ante la urgencia del momento, decidieron aceptar. A medianoche, Guchkov y Shulguín comunicaron al zar que el Comité provisional admitía su doble abdicación y Nicolás firmó el manifiesto de abdicación remitido por Alexéyev desde Moguiliov horas antes en el que entregaba el trono a su hermano Miguel. A la una de la madrugada, Nicolás abandonó Pskov para reunirse con su familia, objetivo que solamente alcanzó el 9 de marzojul./ 22 de marzogreg., ya como prisionero del Comité provisional de la Duma y del Sóviet de Petrogrado. Antes, el zar había regresado temporalmente a Moguiliov para despedirse del Estado Mayor y recibir la visita de su madre, que se desplazó especialmente desde Kiev.
Tras frustrarse la primera intención del zar de ceder el poder a su hermano menor, el duque Mijaíl Aleksándrovich, que rechazó el trono ante la falta de seguridad de su persona, el ejecutivo quedó a cargo de un Gobierno provisional que debía durar hasta que se llevaran a cabo elecciones para la creación de la Asamblea Constituyente. La falta de respaldo de los mandos militares había hecho imposible la resistencia del zar. Guchkov y Shulguín se habían salvado en el último momento de ser linchados cuando, al llegar a la capital, anunciaron la abdicación del zar en su hermano, rechazada por la multitud. Los intentos de algunos miembros del Comité provisional de la Duma, como Miliukov o el propio Guchkov, de respaldar el ascenso al trono de Miguel fueron rechazados por el resto y la entrevista con el gran duque llevó a la abdicación. Se anunciaron entonces simultáneamente las dos abdicaciones, la del zar y la de su hermano, para regocijo popular.

## Formación del Gobierno Provisional
La aparición del Sóviet de Petrogrado creó una situación de poder dual difícil de articular, ya que ambos organismos, el Comité de la Duma y el Sóviet de Petrogrado, pronto compitieron por el poder, llevando al país al caos administrativo. Al comienzo, sin embargo, el Sóviet de Petrogrado, controlado por los socialistas moderados, se limitó a controlar la política del nuevo Gobierno, aprobando el 1 de marzojul./ 14 de marzo de 1917greg. la formación por la Duma de un Gobierno provisional.
El arreglo entre el Comité de la Duma y el Sóviet de Petrogrado para el establecimiento del Gobierno provisional se considera habitualmente como una cesión ideológica de los socialistas moderados, quienes controlaban el segundo, a los liberales, pero se debió también en parte a la debilidad militar de la revuelta, que necesitaba del apoyo de los políticos burgueses para evitar un aplastamiento militar del movimiento.
En el resto del país, la caída del antiguo régimen fue rápida y mayoritariamente incruenta; se crearon Gobiernos locales improvisados y sóviets, a imitación del Gobierno provisional de la capital y del Sóviet de Petrogrado, y se sucedieron las manifestaciones, a menudo de aspecto festivo, ante la impotencia de las antiguas autoridades.

## El Gobierno Provisional y el Sóviet de Petrogrado

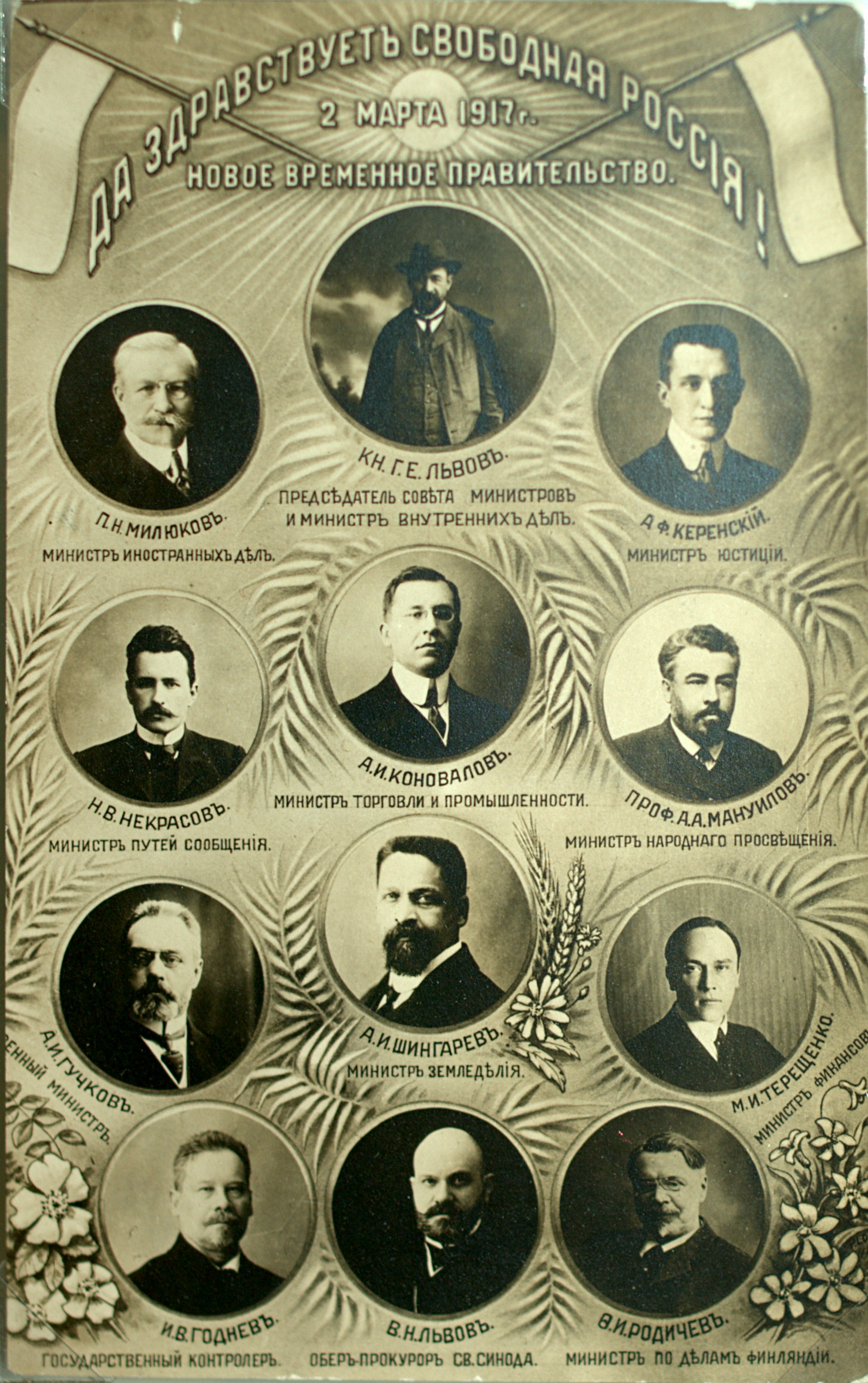
Ministros del Gobierno provisional.

El Gobierno provisional que reemplazó al zar estuvo dirigido inicialmente por un aristócrata, el príncipe Gueorgui Lvov, quien prometió unas reformas sociales y políticas que incumplió. Los socialistas, opuestos ideológicamente a colaborar con los liberales, no entraron inicialmente en el Gobierno.
Después de que su Gobierno fracasara, le sucedió el social-revolucionario Aleksandr Kérenski en el verano. Kérenski fue incapaz de tratar los problemas a los que se enfrentaba el país al continuar participando Rusia en la Gran Guerra. El acoso desde la derecha (ejemplificado en el golpe de Kornílov) y la izquierda (principalmente de mano de los bolcheviques) sometió al Gobierno a una creciente presión.

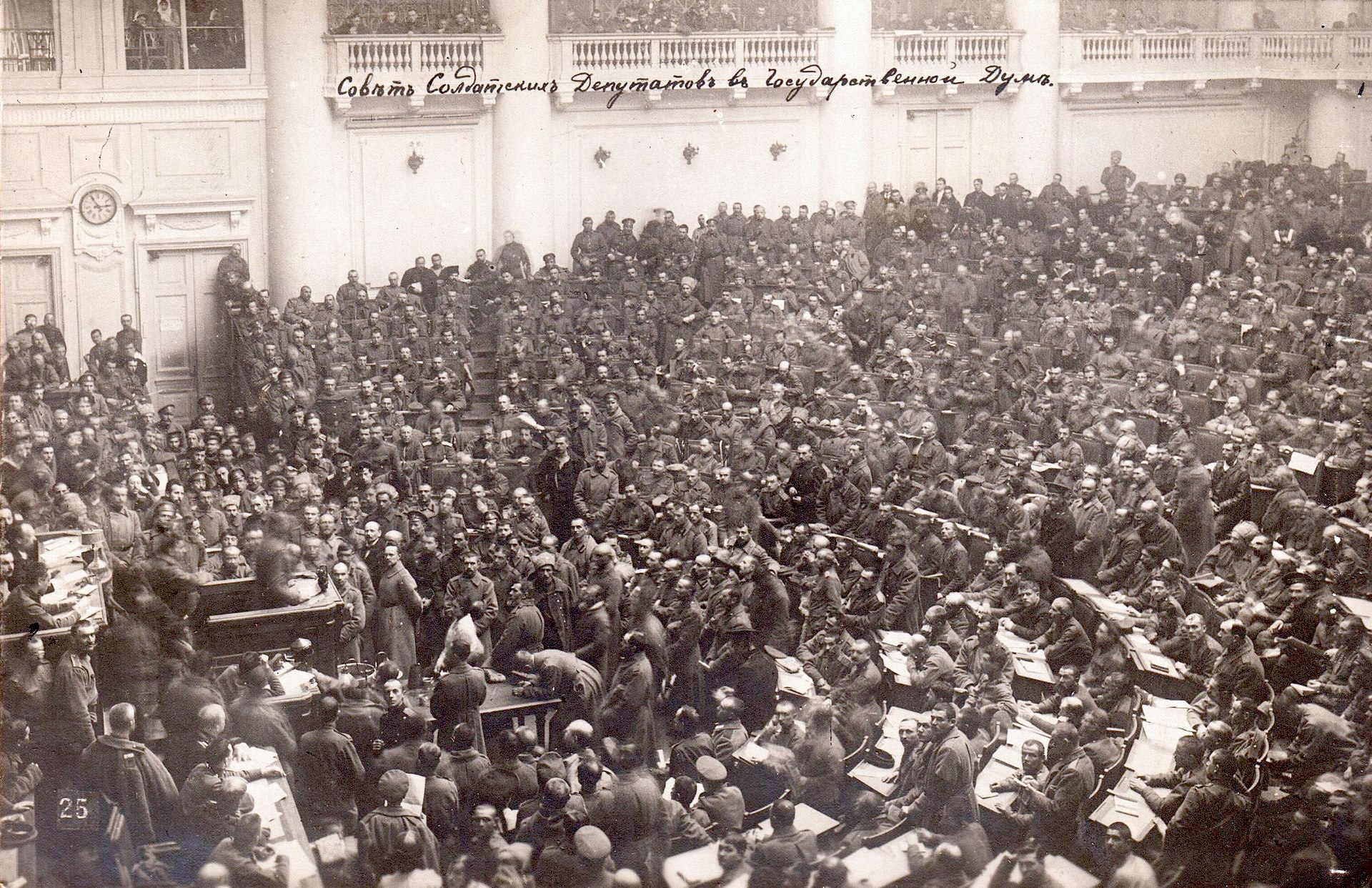
Reunión del Sóviet de Petrogrado, que acabó compitiendo con el gobierno provisional por la autoridad política en el país.

El regreso de Lenin a Rusia en abril fortaleció la posición de los bolcheviques y radicalizó la escena política, en especial con la publicación de sus famosas Tesis de abril, a pesar de ser rechazadas al comienzo por la mayoría de la dirección bolchevique, más moderada. El 1 de marzojul./ 14 de marzogreg., el Soviet de los Diputados de los Trabajadores y Soldados de Petrogrado publicó su Orden número 1, que exhortaba a los militares a obedecer sus órdenes en lugar de las del Gobierno provisional si estas se oponían a aquellas. Las diferencias entre ambos se fueron agravando con el desgaste producido en la guerra. Mientras la opinión pública clamaba por el fin de la guerra, el Gobierno provisional era partidario de seguir la contienda. Los sóviets estaban divididos: mientras los bolcheviques estaban totalmente en contra de la guerra, la mayoría de los demás partidos no querían la rendición rusa.
En esta situación se produjeron las Jornadas de Julio, durante las cuales una gran multitud salió a las calles a pedir el fin de la guerra y el traspaso de «Todo el poder a los sóviets». En septiembre, el intento de golpe de Estado por parte del general Kornílov dio vigor a los movimientos intransigentes de izquierda y terminó de debilitar al Gobierno provisional.
Al final, el régimen establecido en la Revolución de Febrero fue reemplazado por la fuerza durante la Revolución de Octubre. Nicolás, su esposa y sus hijos fueron asesinados por agentes del Sóviet de la región de los Urales la madrugada del 18 de julio de 1918 en Ekaterimburgo.